# 北京大兴国际机场
北京大兴国际机场是位于中国北京市大兴区榆垡镇、礼贤镇和河北省廊坊市广阳区之间一座大型民用机场，飞行区等级为4F，定位为“新国门”，是北京市的第二座国际机场，于2019年9月25日正式投入运营。
2024年全年，大兴机场旅客吞吐量4941.7万人次，较2023年3940万人次增长25.4%。旅客吞吐量位列中国大陆第6。

## 机场概况
北京大兴国际机场的建成，除了取代中国历史上第一个机场—北京南苑机场外，亦分流了目前中国规模最大和最繁忙的民用机场—北京首都国际机场的客运压力。
北京大兴国际机场位于永定河北岸，位于中国北京市大兴区榆垡镇、礼贤镇和河北省廊坊市广阳区之间，距廊坊市市中心直线距离约26公里，距北京市天安门广场直线距离约46公里，距北京首都国际机场约67公里，距河北雄安新区约55公里，距天津滨海国际机场约85公里。
北京大兴国际机场定位为大型国际航空枢纽，规划建设4条跑道，满足年旅客吞吐量一亿人次需求。大兴机场建成后将成为华北地区重要的国际机场。目前启用的北京大兴国际机场一期工程，按2025年旅客吞吐量7200万人次、货邮吞吐量200万吨、飞机起降量62万架次的目标设计，飞行区等级指标为4F，工程总投资799.8亿人民币。
大兴国际机场的建设单位为北京大兴国际机场建设指挥部，运营单位为首都机场集团公司北京大兴国际机场管理中心。
在启用初期，北京大兴国际机场只由中国联合航空独家使用，直到同年10月27日才有其他航空公司入驻。此外，出入境口岸设施纵使已随著机场一併开通，但在上述日子才随著跨境航班开通而正式启用。
虽然北京大兴国际机场绝大部分的地理位置位于河北省廊坊市广阳区，但是整个机场的管辖权属于北京市，河北省居民想要到达北京大兴国际机场，需先北上通过北京检查站进入北京市界内，才能到达北京大兴国际机场，无法从河北省直接到达。

## 历史

### 新首都機場
2011年6月20日，中国联合航空总经理姚维辉向媒体确认首都第二机场立项运营时间等细节。2012年12月22日，北京新机场获国务院批准。2014年11月22日，国家发展和改革委员会正式批复北京新机场工程可行性研究报告。
在2014年征集机场命名时，较受欢迎的名称有大兴机场、礼贤机场等名。2017年因雄安新区成立，有建议研究机构和政协委员建议将新机场命名为雄安国际机场。
2016年2月18日，北京城建集团、北京建工集团中标新机场工程。同年8月5日北京新机场供地工作完成。
2017年2月23日，中共中央总书记习近平视察新机场施工现场，这是中华人民共和国历史上第一次中共最高领导人视察正在建设的机场，他表示新北京机场是国家发展的一个新的动力源。
2018年9月14日，机场正式定名为“北京大兴国际机场”。
2018年9月29日，北京大兴国际机场东航基地机库正式封顶，配套机库结构施工结束。
2019年1月22日，“奖状680”型校验飞机降落在北京大兴国际机场西一跑道上，这是北京大兴国际机场迎来的第一架飞机，也标志着北京大兴国际机场第一场校验任务圆满完成，机场工程建设即将进入验收移交阶段。
2019年5月13日9时30分，由中国南方航空的空客A380-841（B-6138）CZ7777次航班平稳降落在北京大兴国际机场西一跑道，成为北京大兴国际机场第一架降落的民航客机。随后中国东方航空的空客A350-941（B-307Y）MU9005次航班、中国国际航空的波音747-89L（B-2480）CA089次航班和厦门航空的波音787-9（B-1356）MF8887次航班陆续降落在北京大兴机场；随后在10时59分，由中国南方航空的空客A380（B-6138）CZ7776次航班于北京大兴国际机场西一跑道起飞，成为北京大兴国际机场第一架起飞的民航客机。随后中国东方航空MU9006次航班、中国国际航空CA090次航班和厦门航空MF8888次航班陆续从北京大兴机场起飞，在大兴机场测试复飞程序后返回首都机场。
2019年6月26日至28日，大兴机场航站区工程顺利通过质量竣工验收。同年6月30日，北京大兴国际机场主体工程竣工。随后机场在2019年7月1日开始试运转。

### 開業起步與衝擊
大兴国际机场在2019年9月25日举行投运仪式，当天上午11时29分由习近平宣布投运，较原定为9月30日，最终提前5日投入运营。由中国南方航空执飞，使用空中客车A380（B-6139）的CZ3001次航班（飞往广州白云国际机场）为大兴机场投运后的首个航班。中国联合航空于2019年9月26日从南苑机场整体搬迁至大兴机场，首架出港航班为7时27分由大兴飞往深圳的KN5855次，首架进港航班为10时12分从鄂尔多斯抵京的KN5302次。
大兴机场在运营初期，部分设施暂未开放运营，部分已开业的餐饮店面也因消防审查尚未完成等原因以出售饮品为主，尚未提供正餐，直至2019年10月。
2019年国庆假期期间，大量游客前往大兴机场，因2019年冬春航季之前只有中联航在该机场运营，进入大兴机场的游客远多于航空旅客，仅10月3日一天就录得游客101748人次，而当天过检旅客仅4513人次，假期结束后的统计显示国庆假期前往大兴机场的游客总计47万人，与出港旅客人数的比例达到13:1。
2019年10月10日，北京终端管制区实施空域调整，同时实施京广空中大通道北段空域改造以配合大兴机场投用后的空中交通变化。而在空域调整正式生效之前，中国民航空管局情报中心向大兴机场及相关航空公司提供临时性航空资料。作为北京大兴机场空管配套工程之一，北京终端管制中心机关已于2019年8月22日正式启用，中心负责北京首都国际机场、北京大兴国际机场和天津滨海国际机场的进离场、进近管制服务。
2019年10月18日，北京大兴机场出入境边防检查站和大兴机场海关正式挂牌成立。2019年10月27日，大兴国际机场国际航线正式通航，首班国际航班为中国国际航空由北京大兴飞往曼谷的CA757次，英国航空则成为首个在大兴机场起降的外籍航空公司。
2020年3月13日起，由于新型冠状病毒肺炎防疫需要，大兴机场的国际进港航班全部临时转到首都机场运行。同年3月29日，廈門航空将北京航线从首都机场整体平移至大兴机场。同年10月25日，中国南方航空往返北京的航班全部转场至大兴机场运营，同时中联航值机区从航站楼四层K岛迁至三层R岛。
2021年3月28日，中国东方航空除京沪快线以外的在京航班全部由首都机场转场至大兴机场。
2021年7月16日，大兴机场航站楼的五个指廊中，位于最中央的E（最南侧）指廊原本用于国际航班。在大兴机场国际航班停运后，E指廊不再有航班停靠。为进一步提升运营资源使用效率，近期大兴机场将启用E指廊的登机桥资源用于保障国内航班。同时，大兴机场将恢复国际航班使用功能方案一并纳入此次改造规划中，确保大兴机场国际航班复航前快速恢复相关功能，及时响应国际运行保障需求。
2021年12月8日，新机场航站楼、停车楼和换乘中心工程获得中国施工企业管理协会评选的2020-2021年度国家优质工程奖金奖。12月20日，北京大兴国际机场综合保税区（一期）通过国家验收。

### 疫情防控結束後

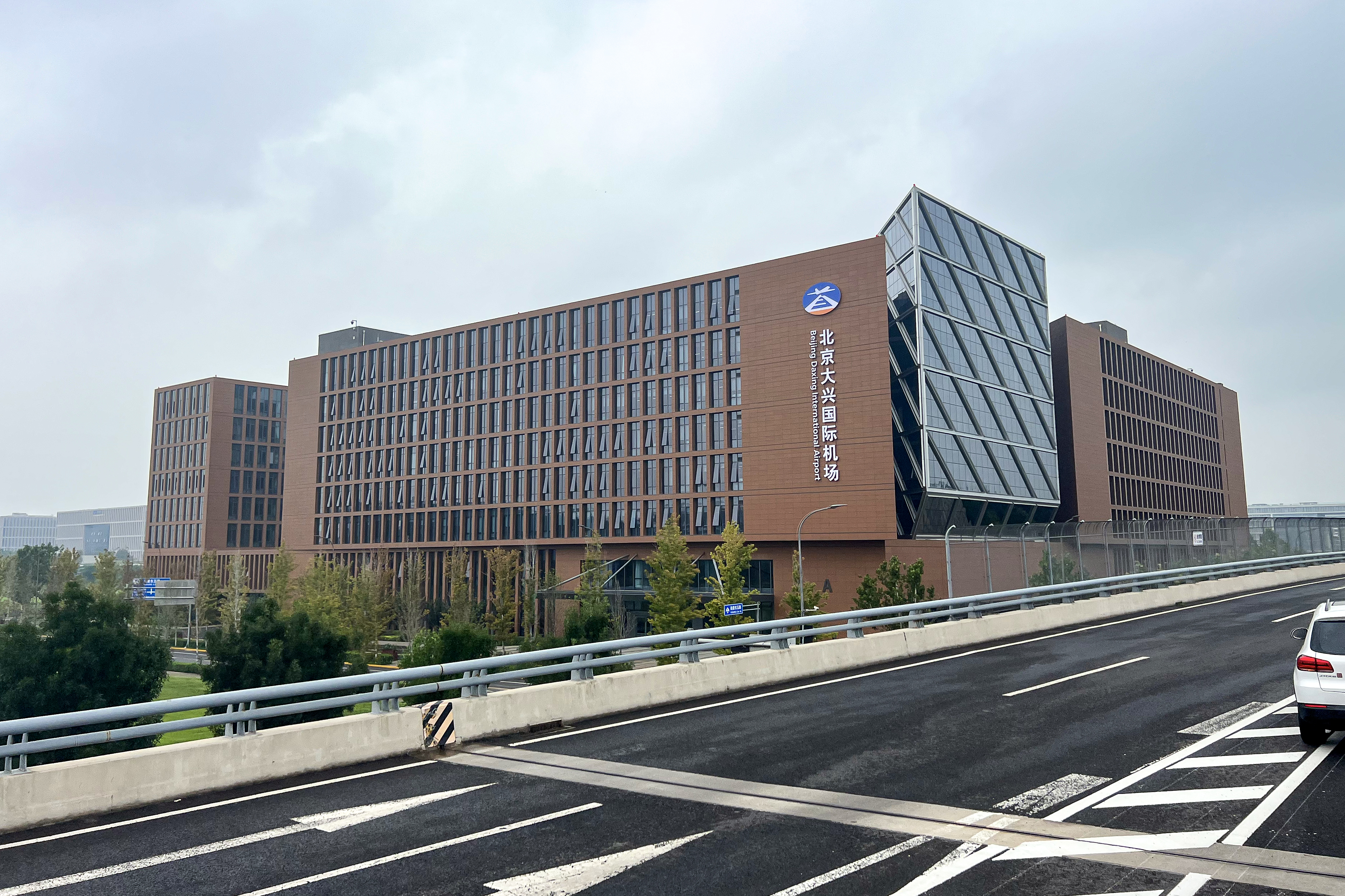
2024年建成的大兴机场行政办公楼

为配合新型冠状病毒感染实施“乙类乙管”，2023年1月17日起，南方航空、东方航空、首都航空、喜马拉雅航空等恢复大兴机场国际及地区客运航线。大兴机场恢复国际航线运营后的首个航班为南航飞往香港的CZ309号航班，于北京时间8时49分起飞。
2023年暑運期間，大興機場累計保障航班近3.3萬架次，旅客吞吐量471萬人次；日均航班量超880架次，旅客流量12.7萬人次。8月6日，大興機場共執行航班947架次，保障進出港旅客超15.5萬人次，單日旅客流量創開航以來最高紀錄。
2024年8月27日，大兴机场公务机维修机库和公务机楼国际通道启用。2024年12月，大兴机场行政综合业务用房竣工。
2024年全年，大兴机场旅客吞吐量4942.5万人次，较2023年3940.5万人次增长25.43%。旅客吞吐量位列中国大陆第六。

## 主要设施

### 航站楼
北京大兴国际机场航站区整体位于北京市大兴区榆垡镇、礼贤镇和河北省廊坊市广阳区之间，总用地面积约27.9公顷，南北长1753米，东西宽1,591米，由旅客航站楼、换乘中心和综合服务楼与停车楼三部分组成，总建筑面积103万平方米，超过了首都国际机场T3航站楼，是目前全球第二大的机场航站楼。
航站楼的设计采用了巴黎机场集团建筑设计公司ADP Ingénierie（ADPI）提出的“五星”候选方案，并由扎哈建筑事务所进行造型优化。“五星”方案以航站楼核心区为中心，延伸出五条放射性指廊，西南、中南、东南三条指廊各长411米，西北、东北两条各长298米，单体面积在4.6万到10万平米之间；再加上楼前区域设置的服务楼指廊，形成六条指廊的均衡布局，每两条指廊之间的夹角为60度。
航站楼核心区位于五星中央，屋顶屋盖钢结构投影面积18万平方米，主要以8根上宽下窄的C型柱及12根塔柱支撑，以引入尽可能多的采光。核心区包含地下二层、地上五层，地上一层至五层为进港、出港、票务、安检、行李提取等功能区。新机场首次采用双层出发双层到达设计，并且设置了多种办票和行李托运的形式，实现“多点值机”：四层为国际国内集中办理值机手续的大厅和国际出发区：国际值机区位于航站楼中央，共可提供180个柜台，两侧的国内航班值机区则共可提供120个柜台；三层为国内航班值机区，主要为商务旅客、航空公司常旅客服务，设有数个自助值机终端以及12个高端旅客柜台，并设有44条安检通道。二层是国内进出港混流区和国内到达大厅，一层侧为国际到达大厅和国内出发区，亦设有行李传送通道、机电管廊系统和预留的APM捷运通道。五楼设有机场商业区，面积13000平方米，以“中央峡谷”为设计意向。
在国内航班安检方面，旅客可通过人脸识别功能自助完成刷脸登机。对于国际和地区航班，旅客出境时的安检环节加入了海关检查，意味着旅客出境时只需通过一次行李的安全检查，查验等待时间可缩短50%。而对搭乘入境航班的旅客，则实施托运行李先期机检，对入境行李物品实现监管前置，减少旅客在海关现场的停留时长。
五条放射性指廊提供79个登机空桥，每条指廊与核心区中心点距离均为600米，正常步行时间不超过为8分钟，末端则各自设有中国传统园林，命名为丝园、茶园、瓷园、田园、中国园。五条指廊中，西侧主要为中国南方航空公司服务区，东侧主要为中国东方航空公司服务区，中南指廊则主要为国际航班服务。指廊的三层为国际出发区，二层主要为国内航班进出港混流区。此外，五条指廊中央交汇处的二、三层还设有中转区，设有独立的边防和安检设施，可实现国内转国际、国际转国际及国际转国内三个中转功能，预计启用后国内国际互转时间将不会超过60分钟。而在空桥编号分配方面，主要位于二层的国内线空桥以A、B、C、D起首，而主要位于三层的国际线一律以E起首。
换乘中心位于航站楼核心区地下一、二层。京雄城际铁路、地铁大兴机场线、以及规划中的R4线三条规划轨道线将并行穿越中南指廊，并在北指廊地下二层、航站楼中央出港大厅下方设置站台。站台与航站楼一体化设计，实现了“零换乘”。乘坐国内航班的乘客出站后，可直接通过位于地下一层站厅的值机柜台值机后通过快速安检通道直达位于二层的国内航班登机口。乘坐国际航班的乘客则需至四楼办理值机手续。
综合服务楼即北侧“第六条指廊”，总建筑面积达到50.3万平方米。综合楼包括酒店（即北京遨途机场酒店）、写字楼等功能，东西两侧分别设置了停车楼。
航站楼楼层
| 5F  | 观景台（已被永久关闭）/餐饮 | 观景台（已被永久关闭）、餐饮                                                                                    |
| 4F  | 国际/港澳台出发             | 国内航班值机、国际/港澳台航班值机、国际/港澳台航班联检区（海关、检疫、边防、安检）                              |
| 3F  | 国内出发                    | 国内航班值机（头等舱、公务舱）、中国东方航空贵宾室、中国南方航空明珠贵宾厅、CHUM贵宾厅、BCS贵宾厅、国内航班安检 |
| 3F  | 国际/港澳台出发空侧         | 免税店、国际/港澳台航班登机口                                                                                   |
| 2F  | 国内到达                    | 国内航班登机口、休息室、商铺、行李提取                                                                          |
| 1F  | 国际到达/港澳台到达         | 联检区（检疫、边防、海关）行李提取                                                                              |
| B1F | 接驳交通                    | 停车场、铁路大兴机场站及地铁大兴机场站、国内航班急客值机和安检通道                                              |

北京大兴国际机场航站楼曾获得国际桥梁与结构工程协会（IABSE）2021年度“杰出结构奖”。

#### 图集

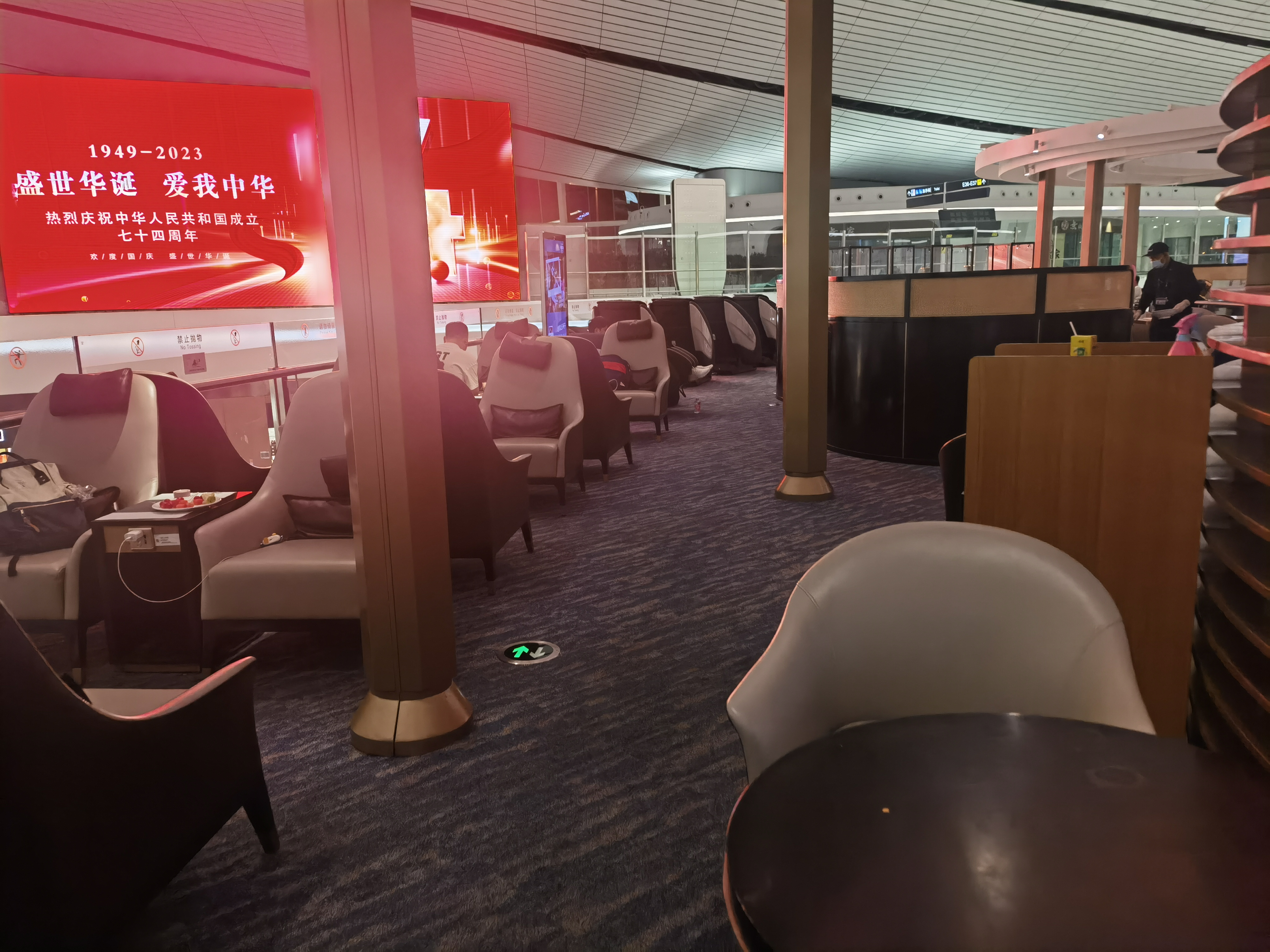
CHUM贵宾厅休息区
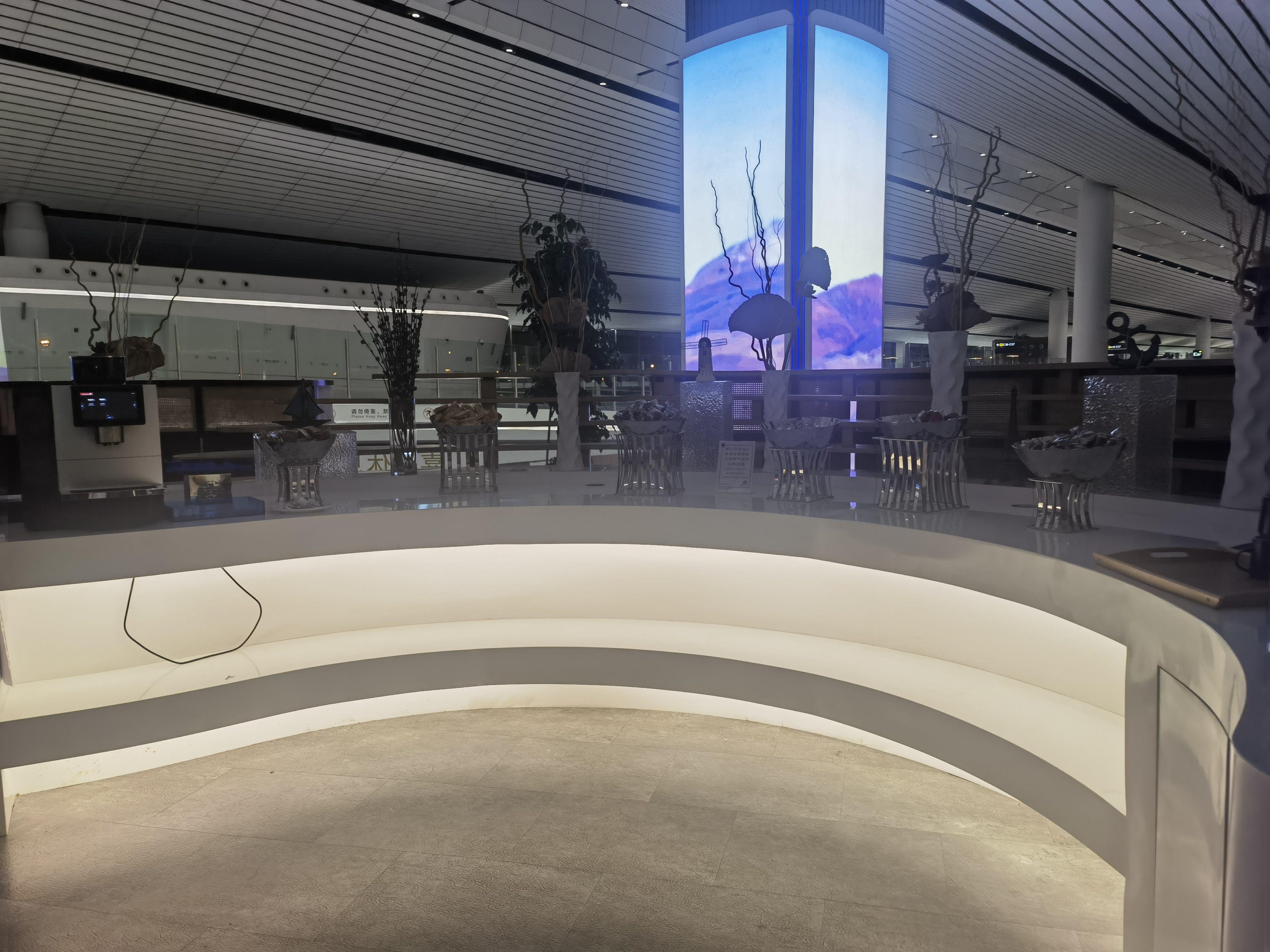
CHUM贵宾厅供餐区
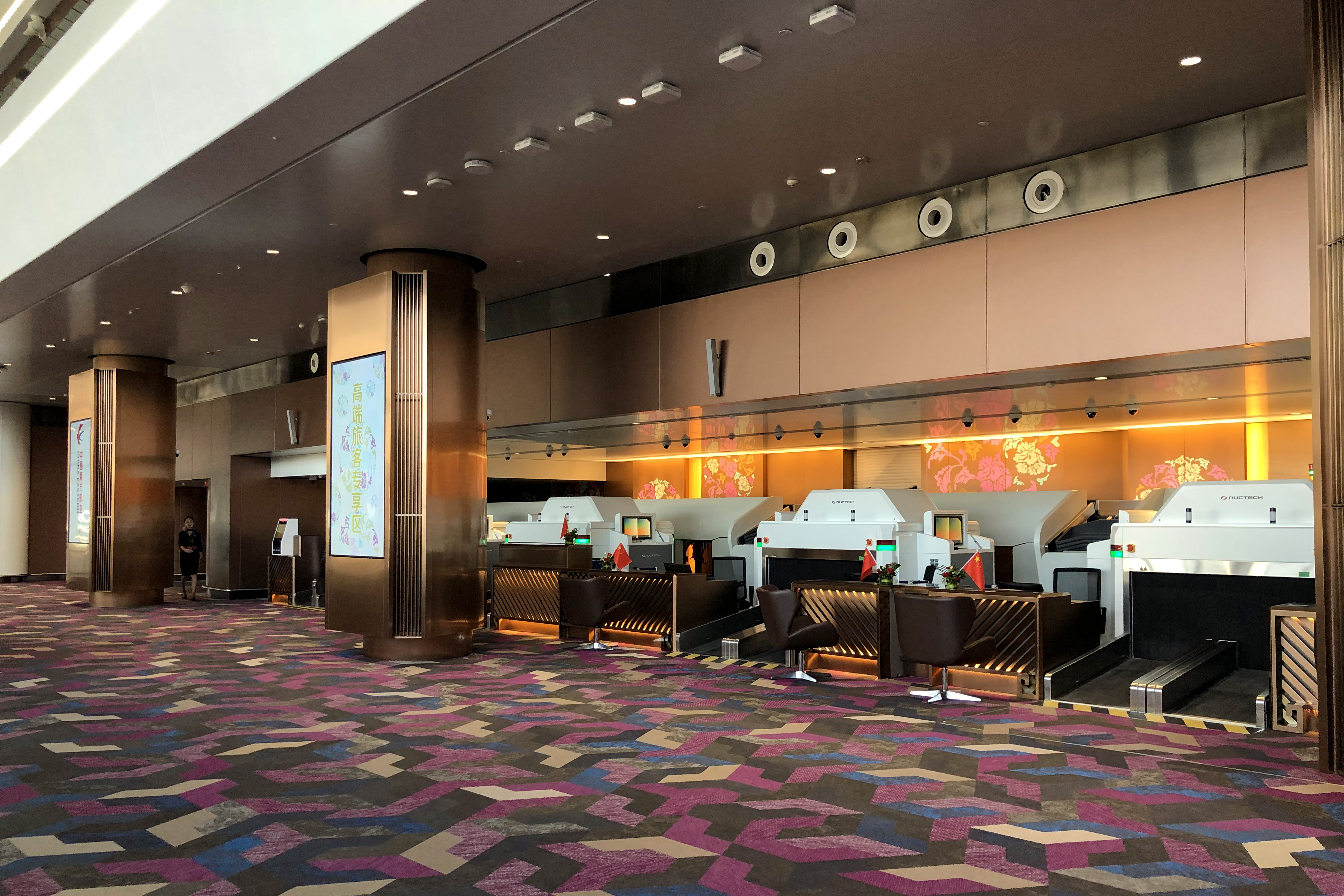
东航VIP值机区
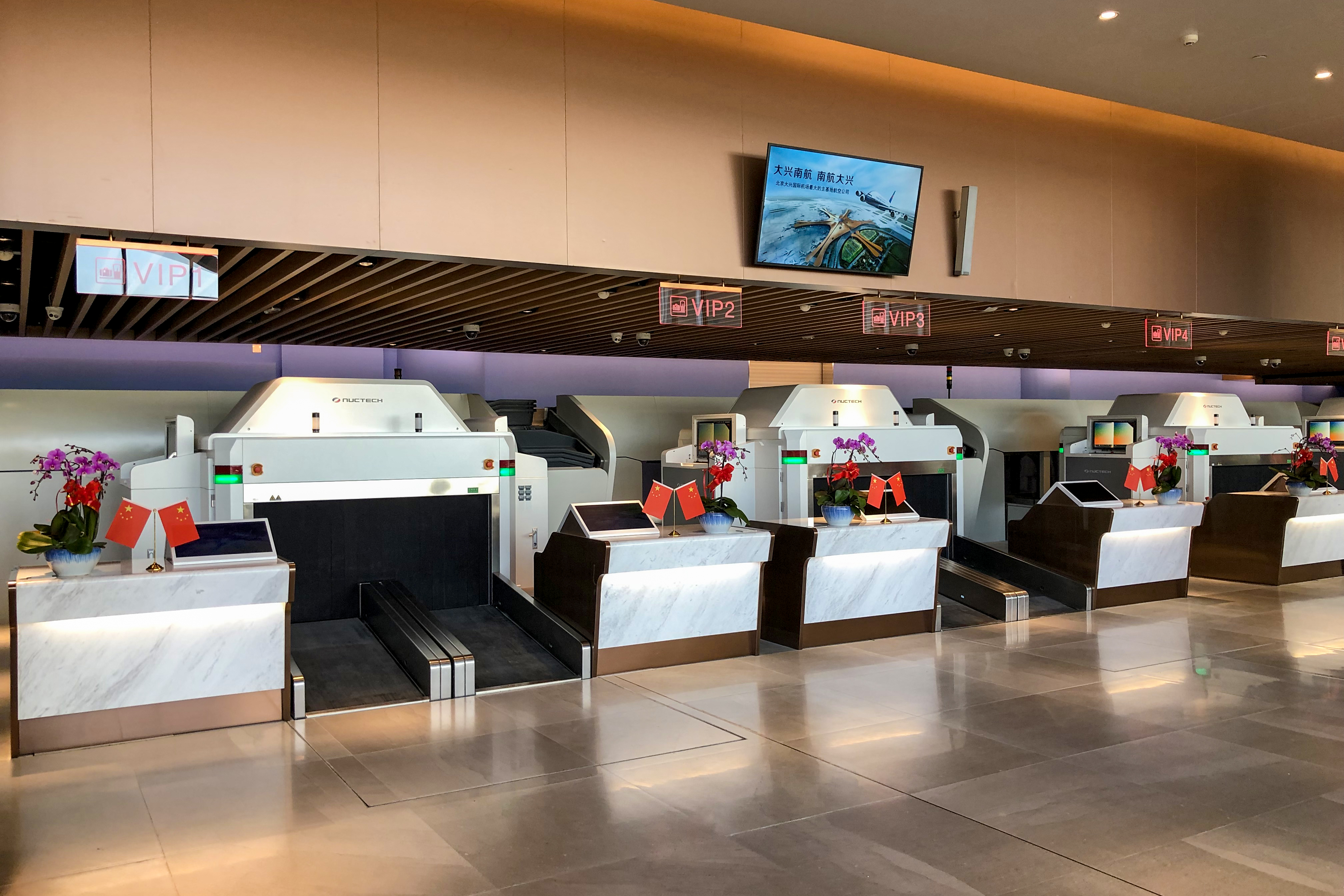
南航VIP值机区
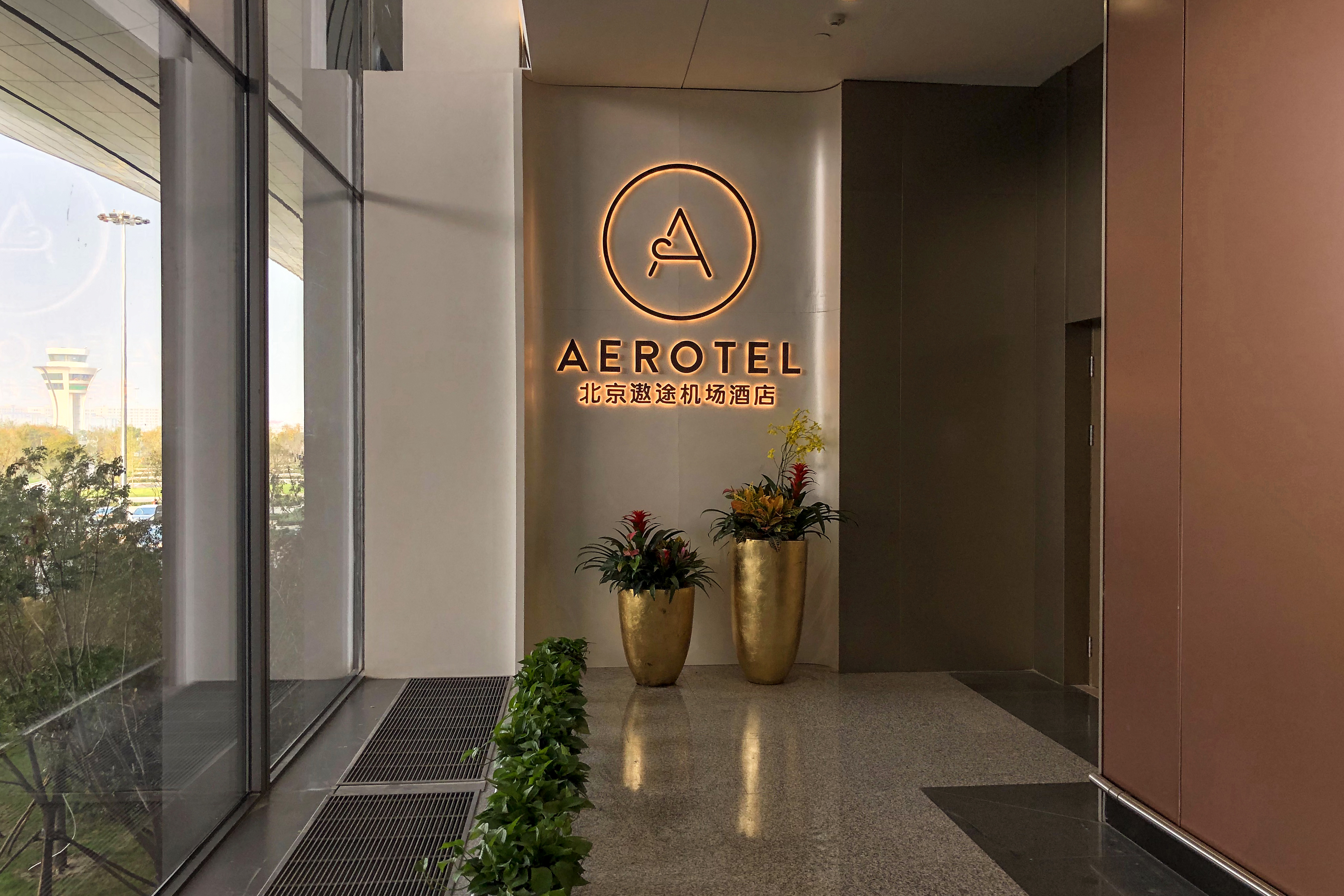
机场附设的北京遨途机场酒店
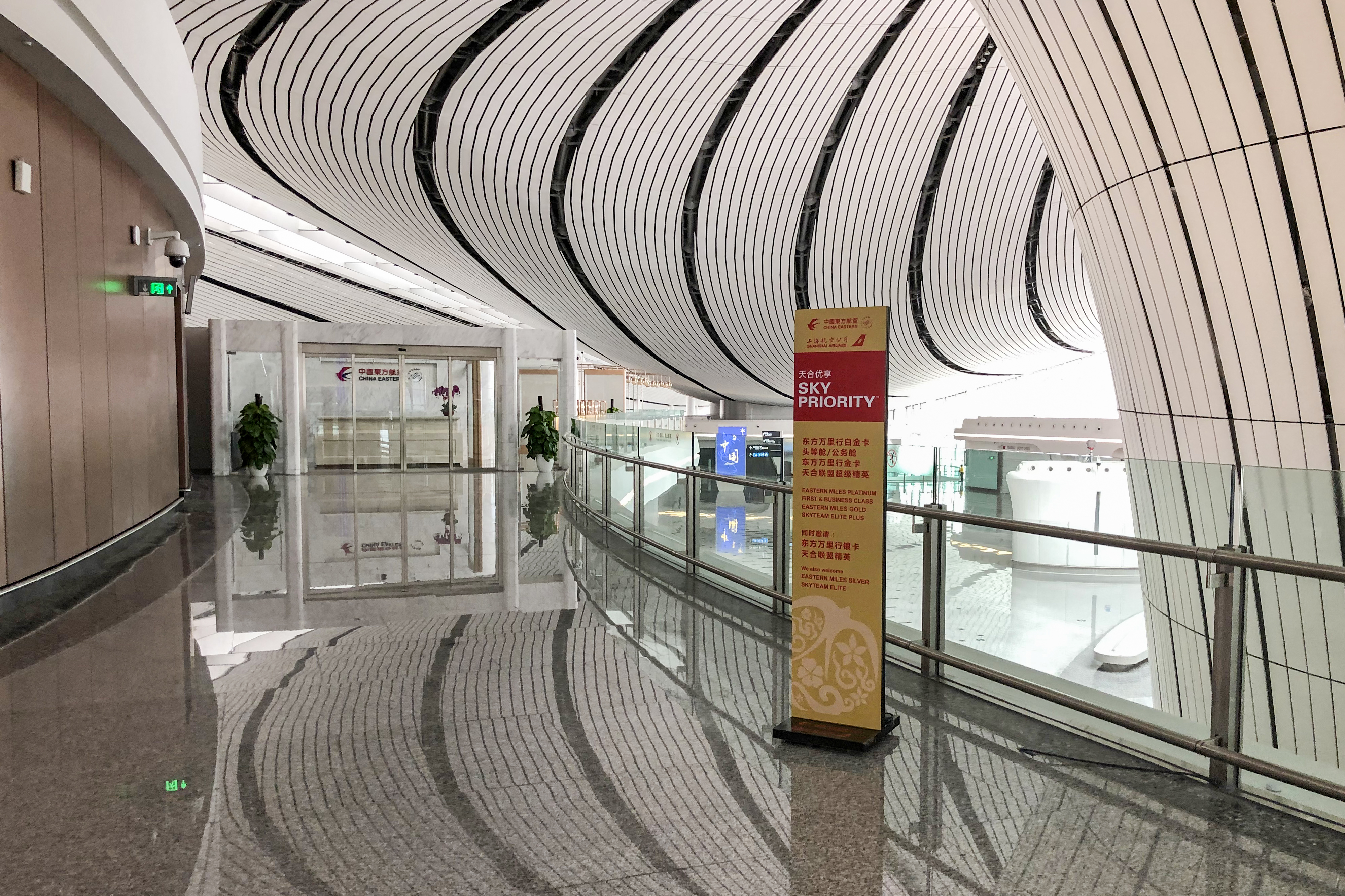
东航贵宾厅
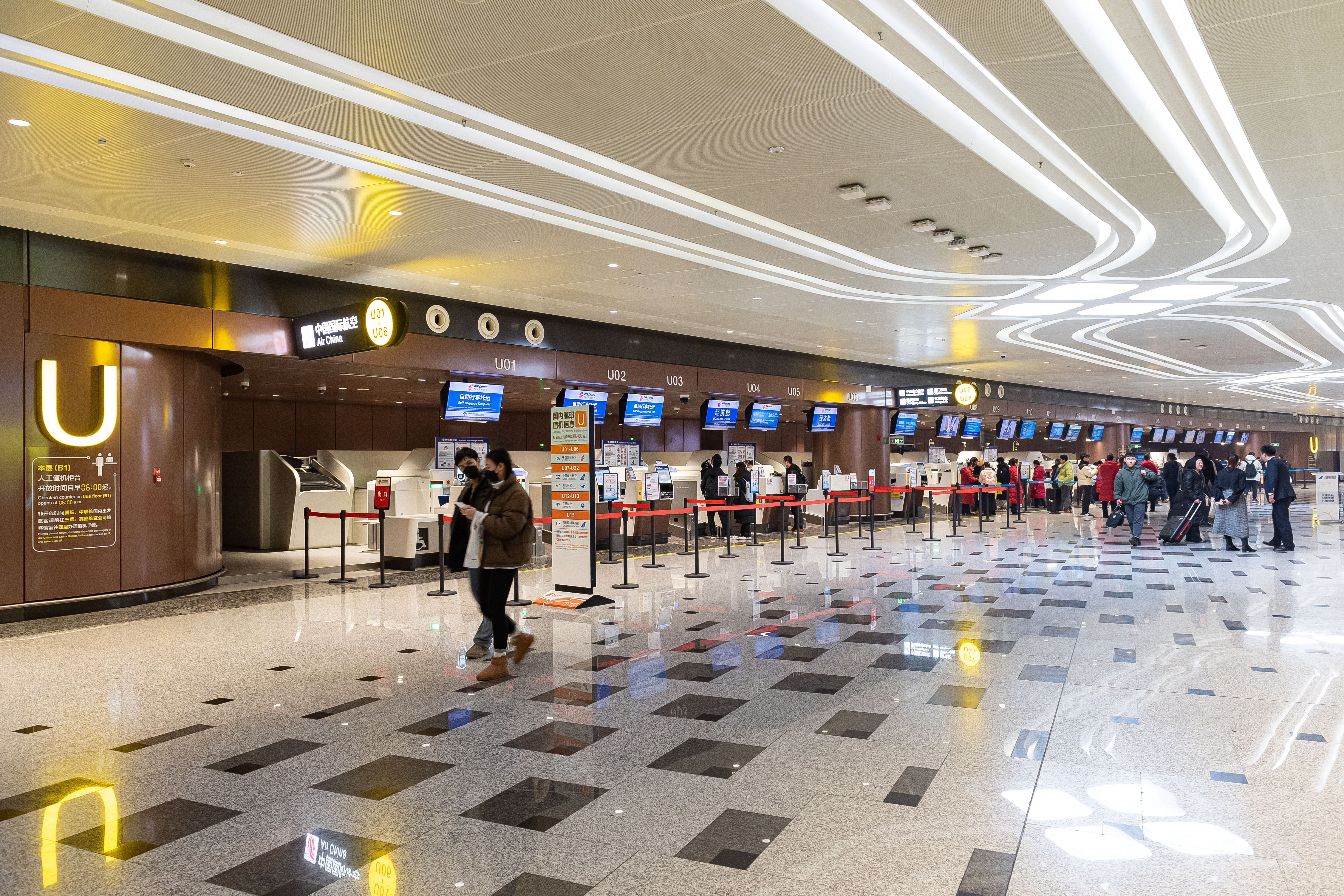
地下一层值机区

### 城市航站楼
城市航站楼的设计是为了让在大兴机场机场搭乘飞机的乘客在市区即可办理换取登机牌、托运行李等登机手续，让乘客减轻负担，轻装前往大兴机场。
| 城市航站楼名称         | 换乘信息                                                           | 备注                  |
| ---------------------- | ------------------------------------------------------------------ | --------------------- |
| 草桥大兴机场城市航站楼 | 可换乘北京地铁10号线、19号线、大兴机场线                           | 已启用                |
| 丽泽大兴机场城市航站楼 | 北京地铁11号线、地铁14号线、地铁16号线、地铁房山线、地铁大兴机场线 | 建设中,预计2025年启用 |

| 城市航站楼名称               | 位置                           | 公共交通                         | 备注                     |
| ---------------------------- | ------------------------------ | -------------------------------- | ------------------------ |
| 固安大兴机场城市航站楼       | 廊坊市固安县东方街固安科创中心 | 机场巴士                         | 已启用                   |
| 廊坊大兴机场城市航站楼       | 河北省廊坊市广阳区金源道       | 机场巴士                         | 已启用                   |
| 保定首都机场城市航站楼       | 保定市莲池区建华大街670号      | 机场巴士                         | 已启用（与首都机场共用） |
| 涿州大兴机场城市航站楼       | 保定市涿州市鹏程大街           | 机场巴士                         | 已启用                   |
| 雄安大兴机场城市航站楼综合体 | 河北省雄安新区城际站枢纽       | 京雄城际、北京地铁大兴机场线南延 | 建设中                   |

### 衛星客運廳
衛星客運廳建於航站樓以南667米處，呈一字形設計，樓面面積達20萬平方米。由於衛星客運廳建於京雄城際鐵路隧道上方，需時進行保護工程，故並未有跟航站樓一併啟用。截至2020年2月尾，該處仍在進行高鐵隧道保護工程，尚未展開上蓋工程。

### 跑道及停机坪

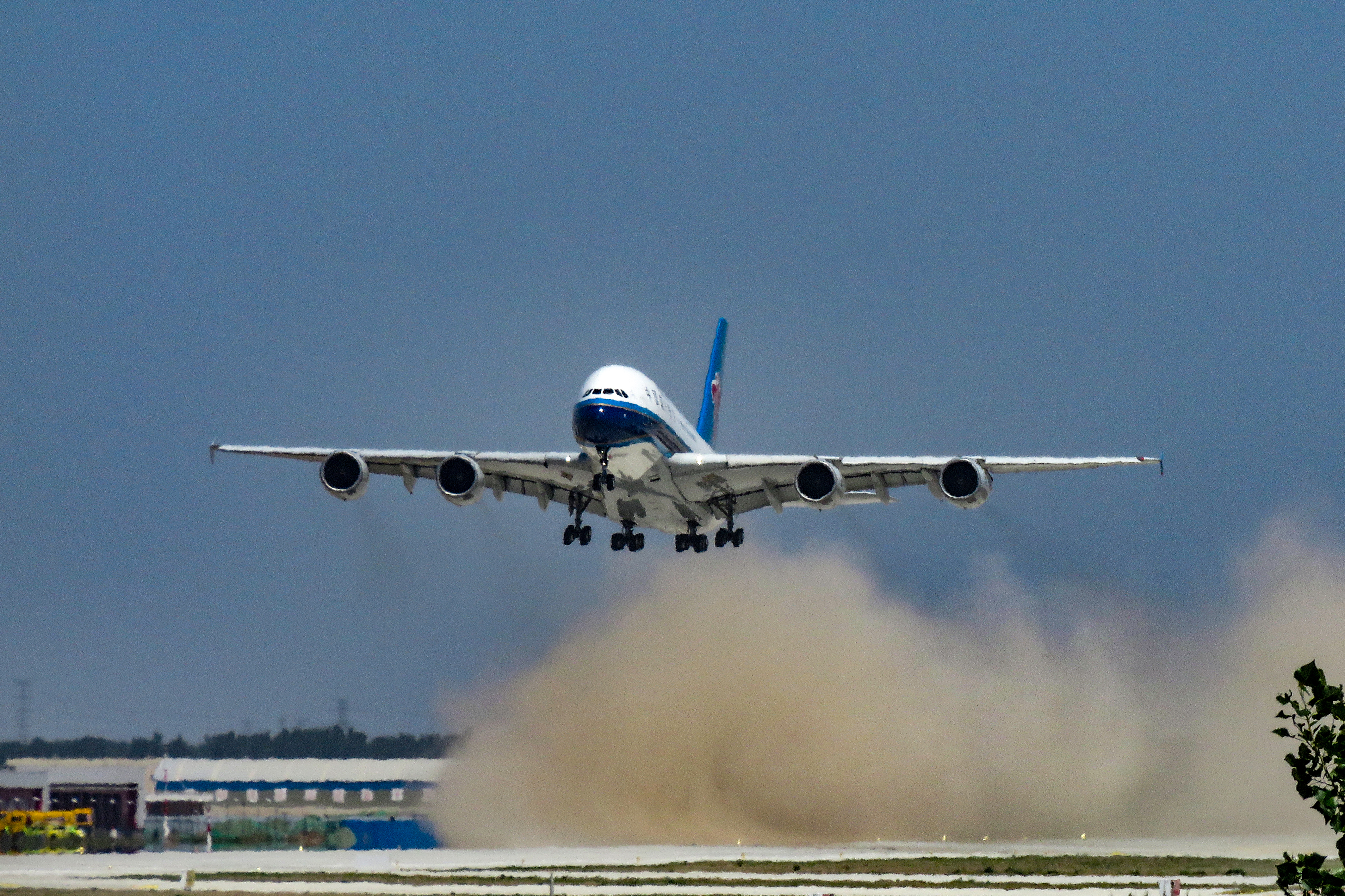
中国南方航空的空中客车A380于大兴机场17L跑道试飞（摄于2019年5月13日首次真机验证当日）

北京大兴国际机场运营初期设有4条跑道，呈“三纵一横”布局，东跑道（01L/19R）长3,400米、宽60米；西1跑道（17L/35R）、北跑道（11L/29R）长3800米、宽60米；西2跑道（17R/35L）长3800米、宽45米；东跑道距西1跑道2380米，西1跑道距西2跑道760米，相应设置八条平行滑行道以及联络道系统，跑道设置两套Ⅲ类仪表着陆系统和灯光系统、五套Ⅰ类仪表着陆系统和灯光系统。
停机坪设计容量为50个机位的客机坪、24个机位的货机坪、14个机位的维修机坪。

#### 停機坪列表
| 停機坪             | 停機位編號 | 附註 |
| ------------------ | --- | --- |
| 客運大樓停機坪     | 101-111（A1-A11）、120-137（B20-B37及E36-37）、140-156（C40-56及E40-43）、160-173（D60-73）、180-198（E80-98） | A、B、C、D供國內航線用，而E供國際/港澳台航線用（下同），當中136、137、140-143停機坪為國內及國際航線兩用 |
| 客運大樓西側停機坪 | 401-408、410-419、421-423                                                                                      | 遙距停機位，需從A100-105及E120-125閘口轉乘接駁巴士前往                                                  |
| 客運大樓東側停機坪 | 431-439、441-444、445-447                                                                                      | 遙距停機位，需從B110-115及E126-129閘口轉乘接駁巴士前往                                                  |
| 貨運停機坪         | 501-526 | 鄰近東跑道，貨機用                                                                                      |
| 維修停機坪         | 601-614 | 鄰近西一跑道的飛機維修區                                                                                |
| 東除雪停機坪       | DE1-DE9 | 鄰近464-483號遙距停機位                                                                                 |
| 南除雪停機坪       | DS1-DS9、701-706                                                                                               | 鄰近西二跑道南端                                                                                        |

### 空中交通服务
北京终端管制中心负责北京大兴国际机场的进离场、进近管制服务。
- D-ATIS：127.225MHz（降落）
- D-ATIS：128.4MHz（放行）
- 塔台一频：118.825MHz
- 塔台二频：118.375MHz
- 塔台三频：130.425MHz
- 塔台四频：118.725MHz
- 地面管制一：121.975MHz
- 地面管制二：121.625MHz
- 地面管制三：121.7MHz
- 地面管制四：122.6MHz
- 机坪管制一：122.15MHz
- 机坪管制二：122.7MHz
- 地面放行一：121.875MHz
- 地面放行二：122.825MHz

### 其他
- 7.5万平方米的货运站、3.5万平方米的货运综合配套用房、7.4万平方米的海关监管仓库；
- 空防安保训练中心、综合管理用房、旅客过夜用房等辅助生产生活设施，以及场内综合交通、供水、供电、制冷、供热、供气、信息通信、消防救援、雨污水污物、绿化等配套设施和场外生活保障基地[9][12]。

## 航点
截至2017年12月，有9家客运、1家货运（中国邮政航空）航空公司与首都机场集团签订协议入驻大兴国际机场。9家客运航空公司分别是中国南方航空集团公司、中国东方航空集团公司（含中国联合航空有限公司）、首都航空、河北航空、春秋航空、奥凯航空、吉祥航空、东海航空。2019年大兴国际机场启用之后，中国南方航空、中国东方航空、河北航空、中国联合航空将立即入驻，成为新机场的第一批使用者。
2019年4月，中国民用航空局同意中国东方航空将原先在大兴机场40%的时刻占比降至30%以换取东航京沪快线继续在北京首都国际机场运营，同时中国国际航空将拿到出让的10%时刻占比，从而拿到进驻大兴机场的入场券。2019年7月25日，吉祥航空宣布该公司计划于2019年10月27日转场至大兴机场运营。
2019年9月25日大兴机场开始运营起，中国南方航空、河北航空在首都国际机场的航班将开始平移至大兴国际机场。北京南苑机场的航线已于9月26日全部迁移至大兴国际机场。南航系、东航系航空公司很快跟进。
截至2024年8月，共计65家国内外及地区航司已入驻大兴机场运行，国内外运营航线总计达190条，通达180个航点。其中国际及地区航线40余条，通航21个国家，航点以欧洲、中东、东南亚、东北亚为主，其中超七成为“一带一路”国家航线。

### 客运

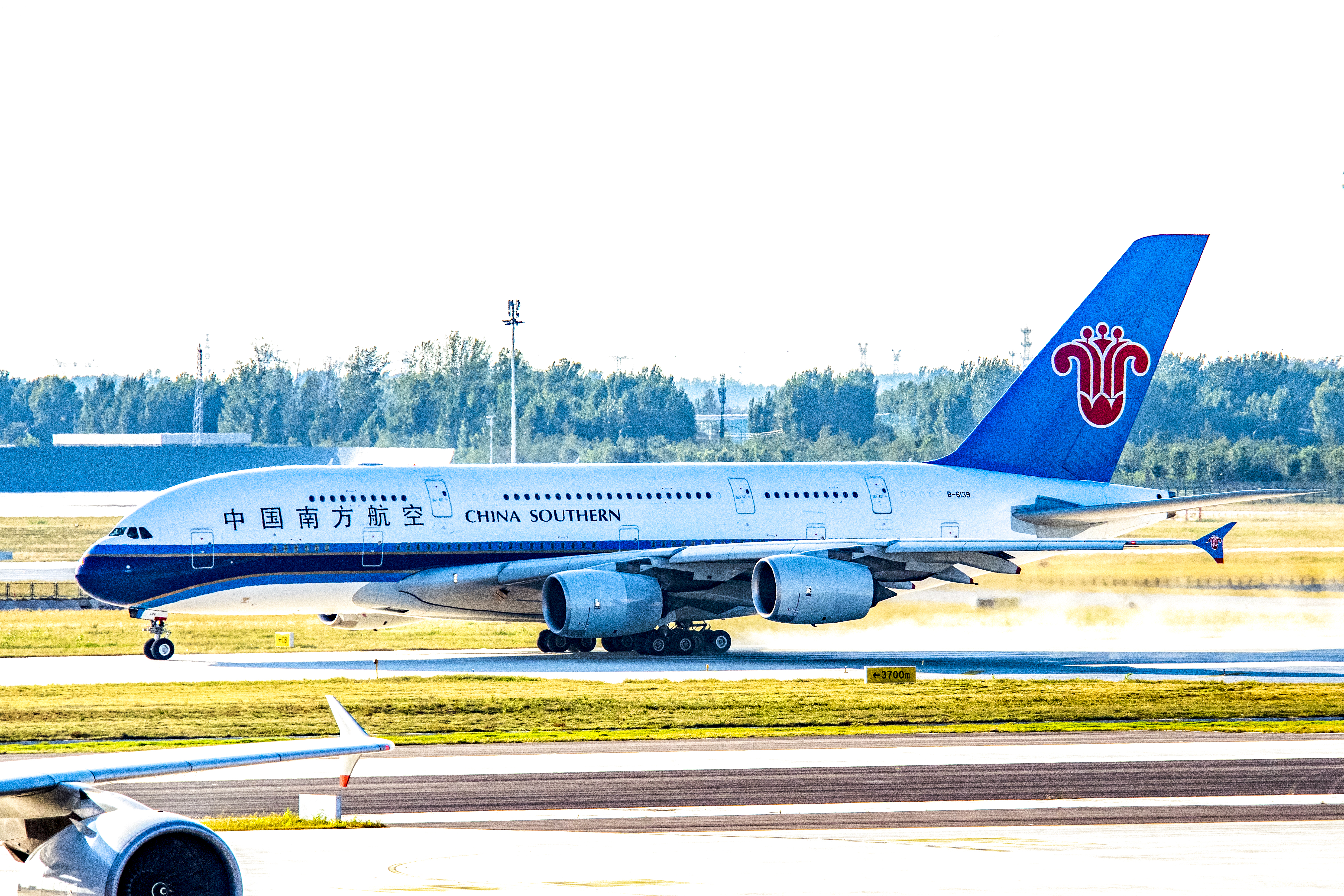
中国南方航空的空中客车A380-800型客机在北京大兴国际机场滑行

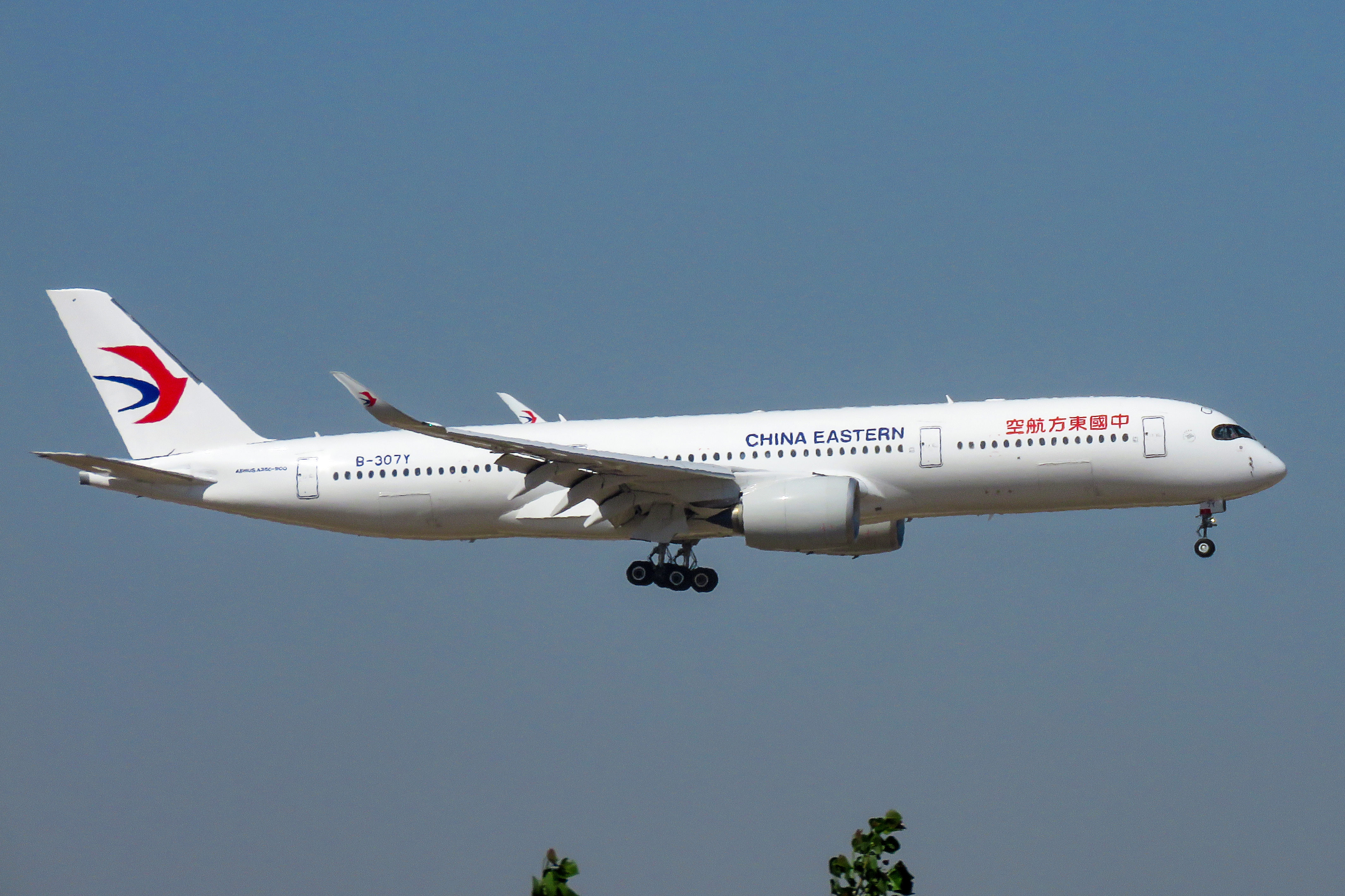
中国东方航空的空中客车A350-900型客机正降落于北京大兴国际机场

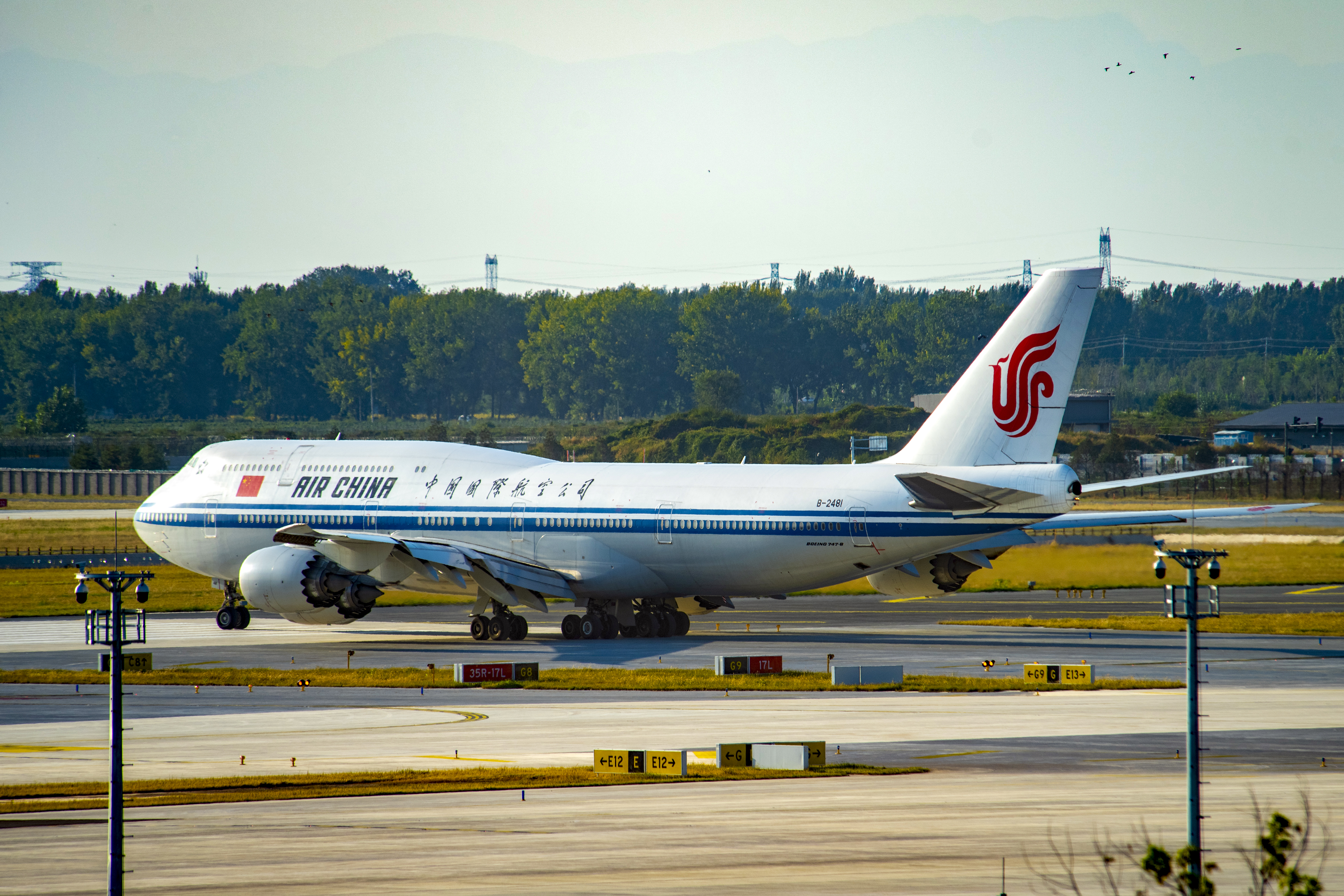
中国国际航空的波音747-8型客机担当北京至成都的CA9597航班进入大兴机场17L跑道（2019年9月25日首航当天）

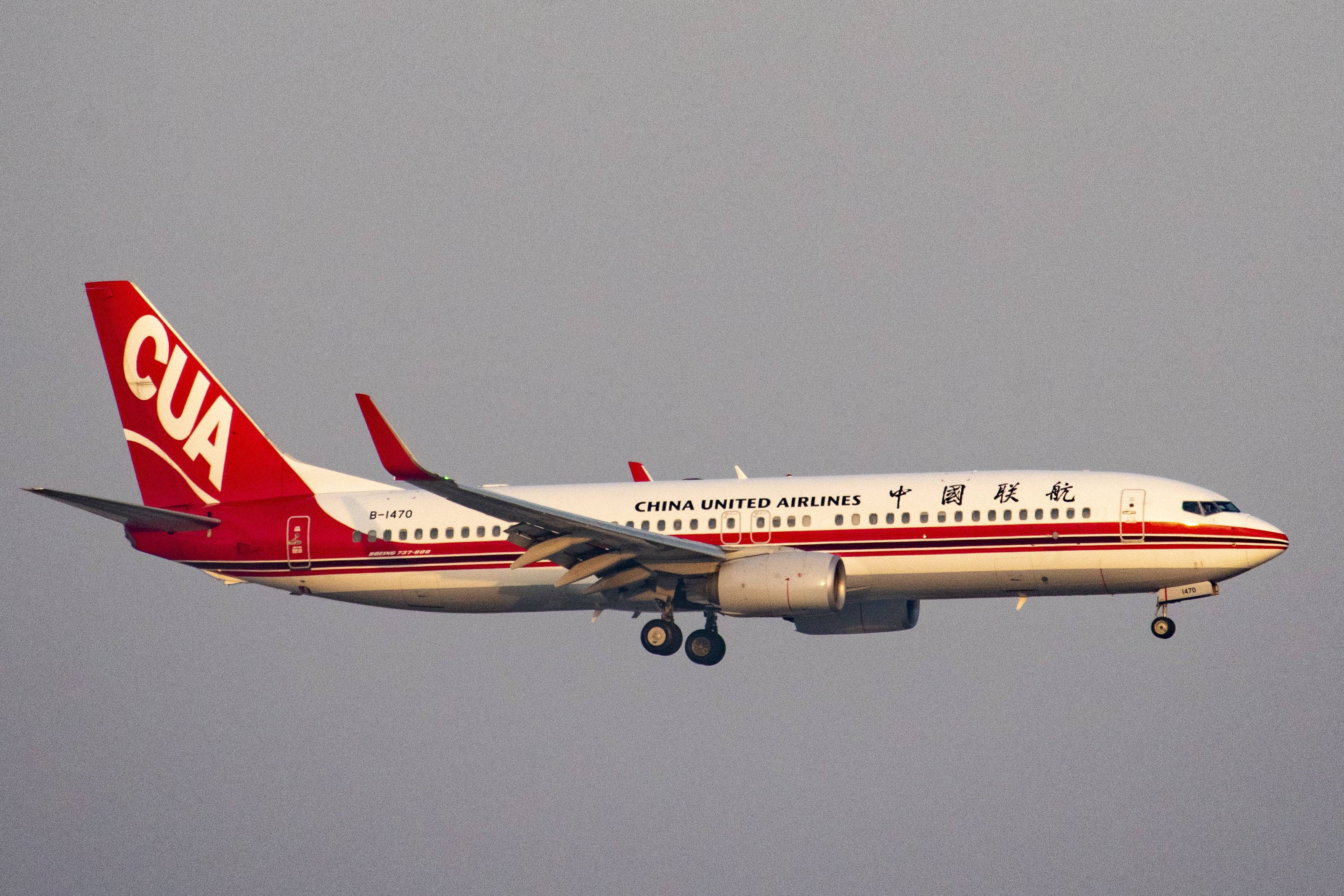
中国联合航空的波音737-800型客机正在降落于北京大兴国际机场

| 航空公司       | 目的地 |
| -------------- | --- |
| 中国南方航空   | 境内：鞍山、长春、常德、长沙、长沙-北海、张家界、成都/双流、成都/天府、重庆、大连、大庆、鄂州、福州、赣州、广州、桂林、贵阳、哈尔滨、黑河、鸡西、漠河、海口、杭州、合肥、惠州、揭阳/潮汕、喀什、库尔勒-伊寧、昆明、兰州、南充、南宁、宁波、泉州、三亚、上海/虹桥、上海/浦东、韶关、瀋阳、深圳、铜仁/凤凰、温州、武汉、乌鲁木齐、于田、厦门、西安、西宁、宜春、延吉、银川、义乌、玉林、珠海、遵义/新舟 港澳台：香港、澳門 亞洲：首尔/金浦、首尔/仁川、东京/羽田、大阪/关西、达卡、阿拉木圖、比什凯克、塔什干、杜尚貝、德黑蘭 歐洲：伊斯坦布尔、莫斯科/谢列梅捷沃、伦敦/希斯罗、阿姆斯特丹 大洋洲：悉尼（季節性）、墨爾本（季節性） |
| 中国东方航空   | 境内：保山-昆明、博鳌、常州、成都/双流、成都/天府、重庆、大理、大连、恩施、广州、哈尔滨、加格达奇、海口、杭州、合肥、厦门、淮安、济宁、昆明、芒市、腾冲、兰州、嘉峪关、敦煌、连云港、洛阳、泸州、南昌、湛江、南京、宁波、普洱、青岛、三亚、上海/浦东、上海/虹桥、深圳、太原、温州、武汉、无锡、西安、阿勒泰、西宁、西双版纳、烟台、银川、昭通 港澳台：香港、澳门 亞洲：首尔/仁川、東京/羽田、大阪/关西、神戶（2025年9月28日開辦）、新加坡、吉隆坡、曼谷/素万那普、馬斯喀特（2025年11月30日開辦） 歐洲：莫斯科/谢列梅捷沃 |
| 中国联合航空   | 境内：阿尔山、安康、白城、毕节、长白山、长春、长治、长治-南昌、成都/天府、郴州、赤峰、重庆、东营、鄂尔多斯、鄂尔多斯-成都/雙流、佛山、福州、广州、哈尔滨、海口、汉中、怀化、连云港、龙岩、吕梁-长沙、陇南、临沂、满洲里、南阳、宁波、齐齐哈尔、庆阳-兰州、泉州、泉州-佛山、衢州、日照-深圳、三亚、上海/虹桥、上海/浦东、上饶、佛山、深圳、十堰-广州、松原、通辽、吐魯番、铜仁凤凰、威海、温州、乌海、芜湖、乌兰浩特、武隆-佛山、梧州、襄阳、襄阳-佛山、锡林浩特、兴义-昆明、信阳-惠州、延安-兰州、烟台、伊春、义乌、榆林、榆林-金昌、榆林-张掖、岳阳 國際：大阪/關西、海参崴、万象                                                |
| 中国国际航空   | 境內：巴中、长春、成都/天府、重庆、大连、丹东、福州、广州、桂林、贵阳、海口、杭州、合肥、揭阳、景德镇、库尔勒、昆明、兰州、绵阳、南昌、南京、南宁、齐齐哈尔、宁波、三亚、太原、青岛、上海/虹桥、上海/浦东、沈阳、深圳、台州、乌海、温州、武汉、厦门、锡林浩特、盐城、扬州/泰州、宜宾、银川、张家界、珠海、遵义/新舟 港澳台：香港 國際：首爾/仁川 |
| 首都航空       | 境内：长沙-丽江、成都/天府、重庆、二连浩特、哈尔滨、贵阳、广州、海口、杭州、鸡西、揭阳潮汕、丽江-西双版纳、梅州-海口、南宁、三亚、乌鲁木齐、武汉、厦门、湘西、玉树 國際：马累 |
| 厦门航空       | 境內：长沙、成都/天府、重庆、福州、广州、海口、杭州、嘉峪关、泸州、泉州、衢州、三明、三亚、上海/浦东、深圳、武夷山、厦门、西宁、舟山 國際：多哈 |
| 吉祥航空       | 境内：上海/虹桥、上海/浦东 國際：大阪/关西 |
| 春秋航空       | 境内：兰州 國際：济州 |
| 河北航空       | 长春、长沙、成都/天府、重庆、桂林、贵阳、杭州、金昌、兰州、隴南-贵阳、南通、宁波、三亚、上饶、扬州泰州、银川-固原、扎兰屯、遵义新舟 |
| 北京航空       | 巴彦淖尔、 巴中、揭陽、綿陽、十堰、鹽城、宜賓 |
| 上海航空       | 上海/虹桥、杭州 |
| 東海航空       | 長治、深圳 |
| 湖南航空       | 长沙 |
| 重慶航空       | 惠州 |
| 西藏航空       | 拉萨 |
| 九元航空       | 宁波 |
| 成都航空       | 成都/雙流 |
| 多彩貴州航空   | 貴陽 |
| 香港航空       | 香港 |
| 香港快運航空   | 香港 |
| 匈奴航空       | 烏蘭巴托 |
| 德威航空       | 首尔/仁川（季节性） |
| 濟州航空       | 濟州 |
| 越南航空       | 胡志明市 |
| 越捷航空       | 河内、胡志明市 |
| 泰國越捷航空   | 曼谷/蘇凡納布 |
| 新加坡航空     | 新加坡 |
| 馬來西亞航空   | 吉隆坡 |
| 亞洲航空       | 亚庇 |
| 全亞洲航空     | 吉隆坡 |
| 文莱皇家航空   | 斯里巴加湾市 |
| 宁静航空       | 伊斯兰堡 |
| 阿提哈德航空   | 阿布扎比 |
| 卡塔尔航空     | 多哈 |
| 沙特航空       | 利雅得、吉達、達曼 |
| 摩洛哥皇家航空 | 卡薩布蘭卡 |
| 东方之翼航空   | 塔什干 |
| 俄罗斯航空     | 海参崴、莫斯科/谢列梅捷沃 |
| 罗西亚航空     | 克拉斯诺亚尔斯克 |
| 西伯利亚航空   | 海参崴、伊爾庫茨克、新西伯利亞 |
| 阿芙羅拉航空   | 海参崴、伯力、南薩哈林斯克（季節性） |
| 乌拉尔航空     | 叶卡捷琳堡 |

### 货运
| 航空公司     | 目的地     |
| ------------ | ---------- |
| 中国邮政航空 | 杭州、广州 |
| 顺丰航空     | 杭州       |

### 公交式空中快线
空中快线是指实行公交化运营，可“随到随走”，提高航班密集度、缩短飞行时间、旅客无须提前购票、多方面简化乘机手续和安检过程、开辟专门区域提高服务速度。快线有单独的值机柜台、安检通道、候机区域、登机口和行李提取区域，办票和旅行时间大大缩短，被称为“空中大巴车”，尤其受到商务人士的青睐。
截止至2021年10月大兴机场已开通的空中快线有：
| 航空公司               | 目的地                       | 特点 |
| ---------------------- | ---------------------------- | --- |
| 中国南方航空           | 广州、深圳                   | 专属近机位登机口；早中晚时刻布局均衡，高峰时段每半小时就有一班；专享值机柜台、专享安检通道、便捷登机口等特色权益；乘坐南航京广、京深“兴快线”航班的旅客，均可获赠地铁大兴机场线的车票、享受额外免费行李托运额度，高等舱位旅客还可获赠接送机服务。起飞时间前4小时以上，进行广深两地的航点互换变更。 |
| 中国南方航空           | 贵阳                         | 2020年4月13日13时35分，南航由贵阳直飞北京大兴国际机场的首个正班航班顺利抵达，标志着空中“贵京快线”正式开通。 |
| 厦门航空               | 福州、厦门、三明、泉州、武夷 | 航班免费变更、航点随心变换、航延便捷变更、截关时间由45分钟缩短为40分钟、行李额外赠送10kg等服务，在航班计划起飞4小时前，大兴机场出发的旅客还可不限次自愿变更至福建省内其他航点 |
| 中国东方航空、上海航空 | 上海/虹桥、上海/浦东         | 2022年1月13日起，中国东方航空和上海航空开启大兴机场至上海浦东/虹桥机场“随到随飞”公交化服务 |

## 配套交通

### 高速公路

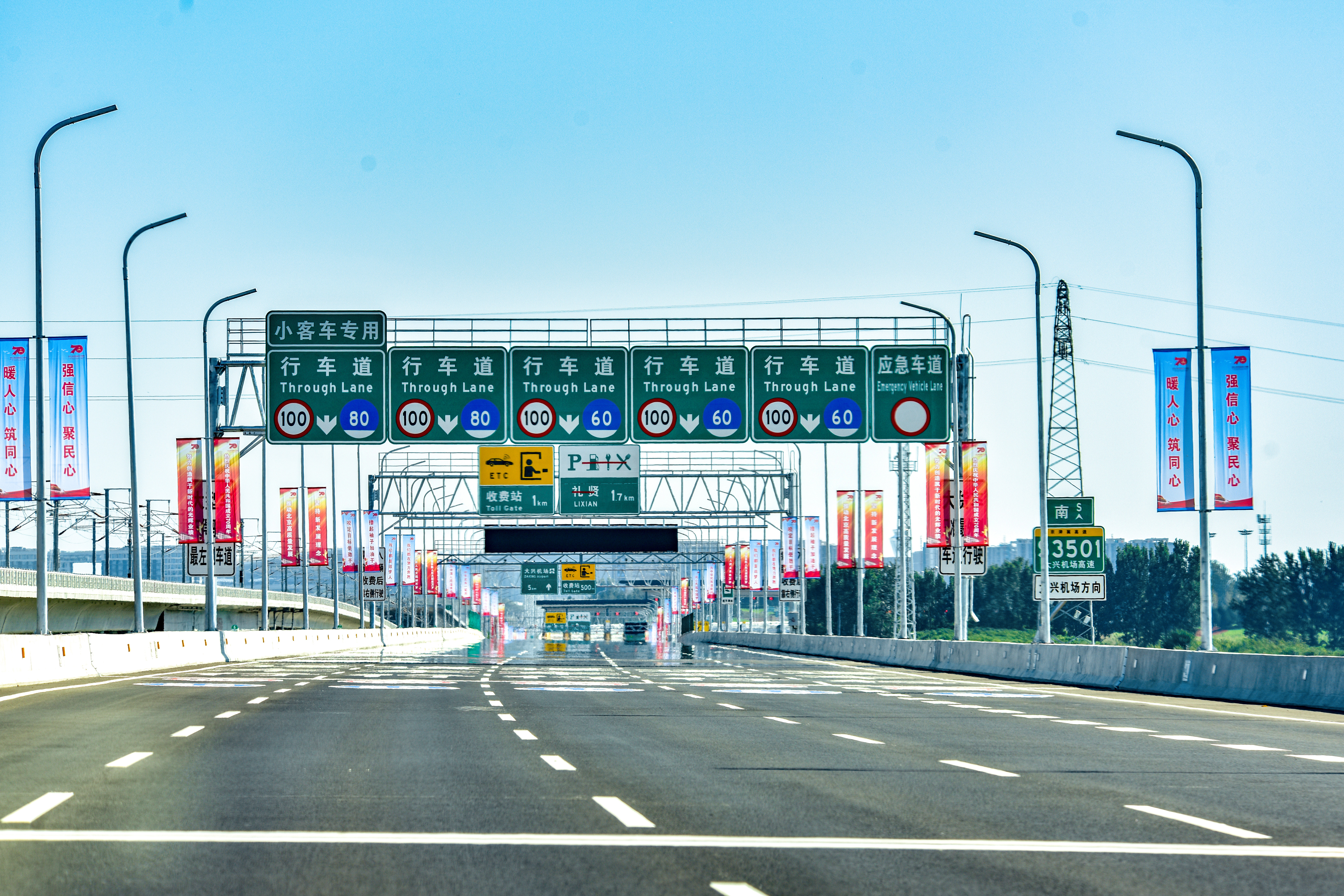
大兴机场高速公路礼贤段

大兴机场高速公路于2016年12月全面开工，2018年12月29日上午10点20分完工，于2019年7月1日开通，投资、建设及运营商均为北京市基础设施投资有限公司。这条高速公路南起南五环团河桥东450米处，在大兴国际机场北终止，全长27公里，双向八车道，时速100公里至120公里，由北京市基础设施投资有限公司负责投资、建设及运营。
新机场西侧为 大广高速公路（京开高速公路）、东侧为 京台高速公路、北侧为 大兴机场北线高速公路、南侧为 廊涿高速公路，通过 大兴机场高速公路直接连接市区。

### 铁路

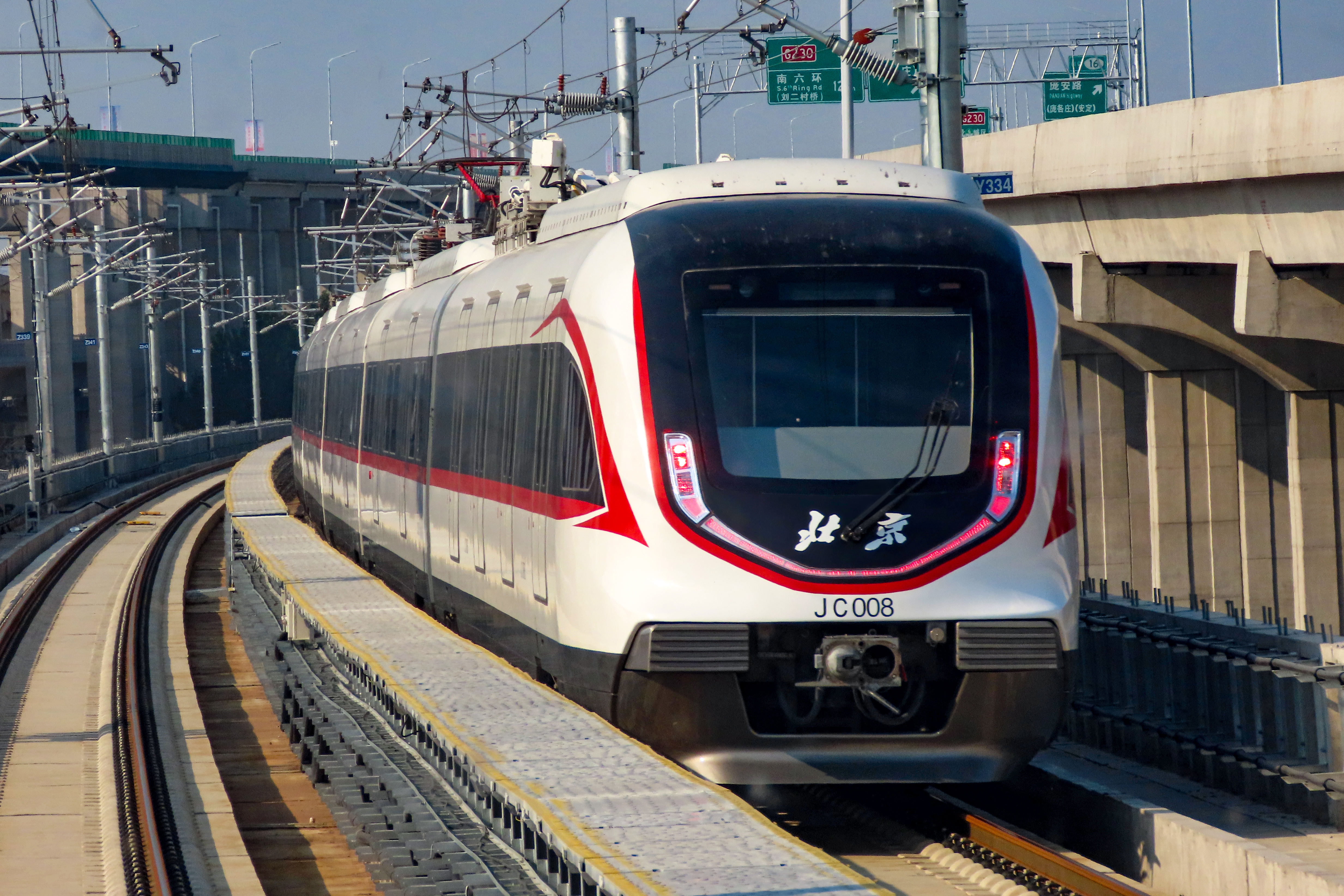
大兴机场线列车驶经庞各庄镇北王场村

目前，北京大兴国际机场北航站楼地下设有铁路车站大兴机场站国铁站和大兴机场站地铁站，站台设于航站楼地下二层。站厅则位于地下一层，设有专用值机柜台和安检通道通往登机口（仅限国内航班）。车站在2019年9月26日北京大兴国际机场通航翌日开通。
目前途径大兴机场站的线路有国铁京雄城际铁路和北京地铁大兴机场线，未来国铁怀兴城际铁路、雄安轨道交通R1线亦会通过新机场。北京地铁大兴机场线为中国首条最高速度160公里/小时的城市轨道交通线路，从草桥站到新机场运行时间仅需19分钟。
北京大兴国际机场开通后在大兴机场线沿线车站开通城市航站楼业务（包括在建的丽泽城市航站楼和已投运的草桥站）。届时，乘客如需前往北京大兴国际机场即可直接在地铁站办理托运行李以及换领登机牌等业务。

### 巴士

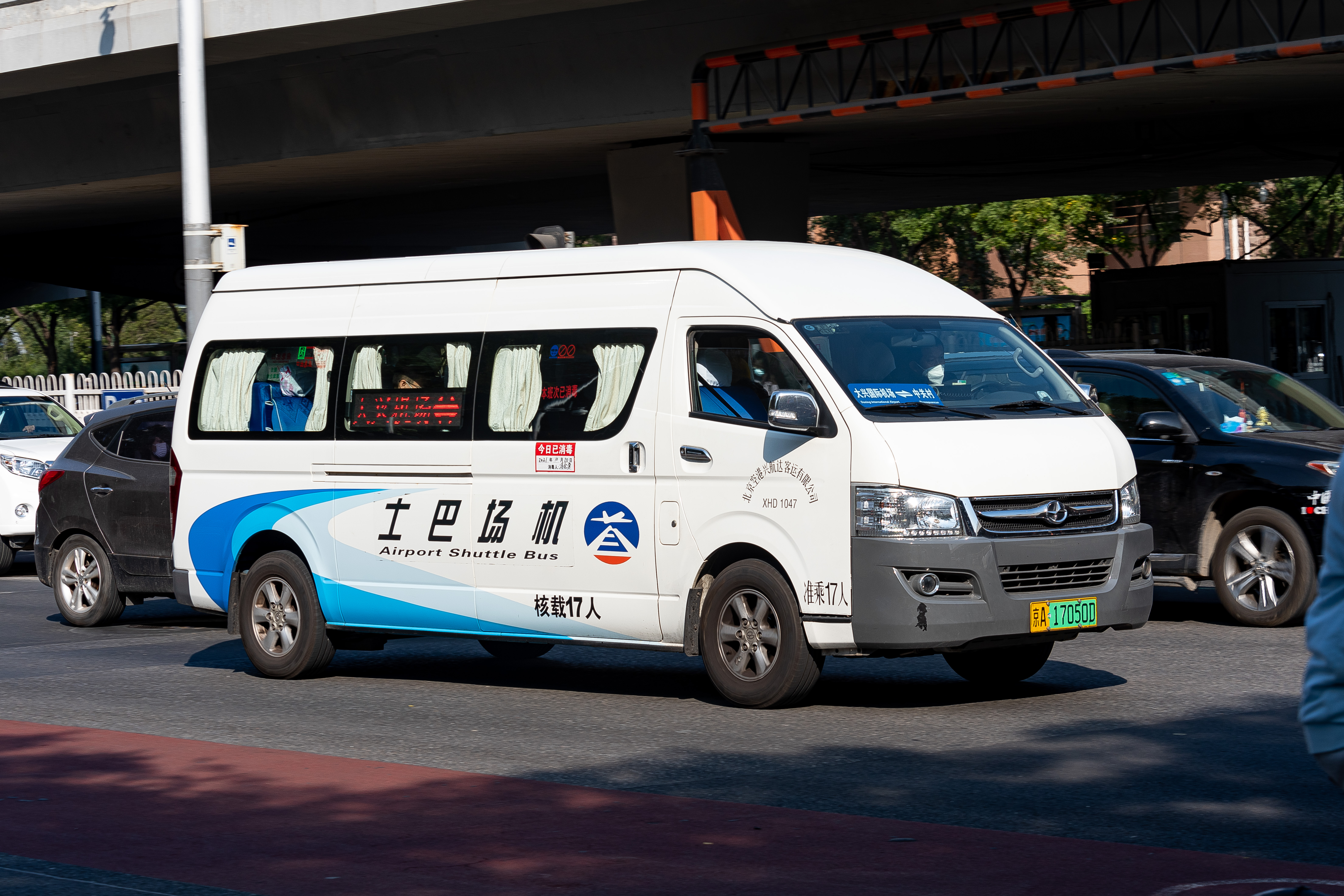
北京市区至大兴机场的巴士，初期暂由小型巴士担当

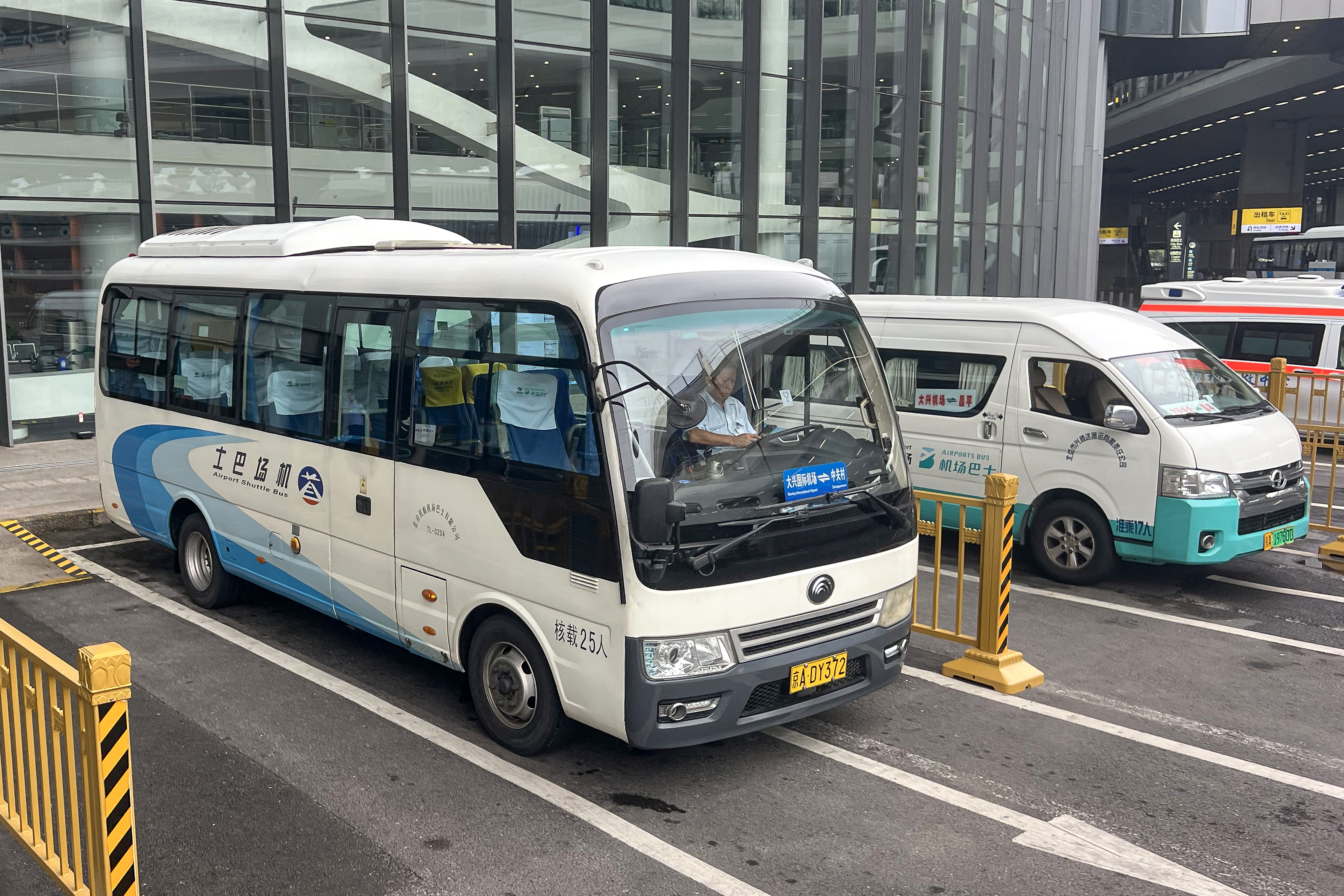
大兴机场东侧的市内巴士站，图中车辆分别为中关村线和天通苑线

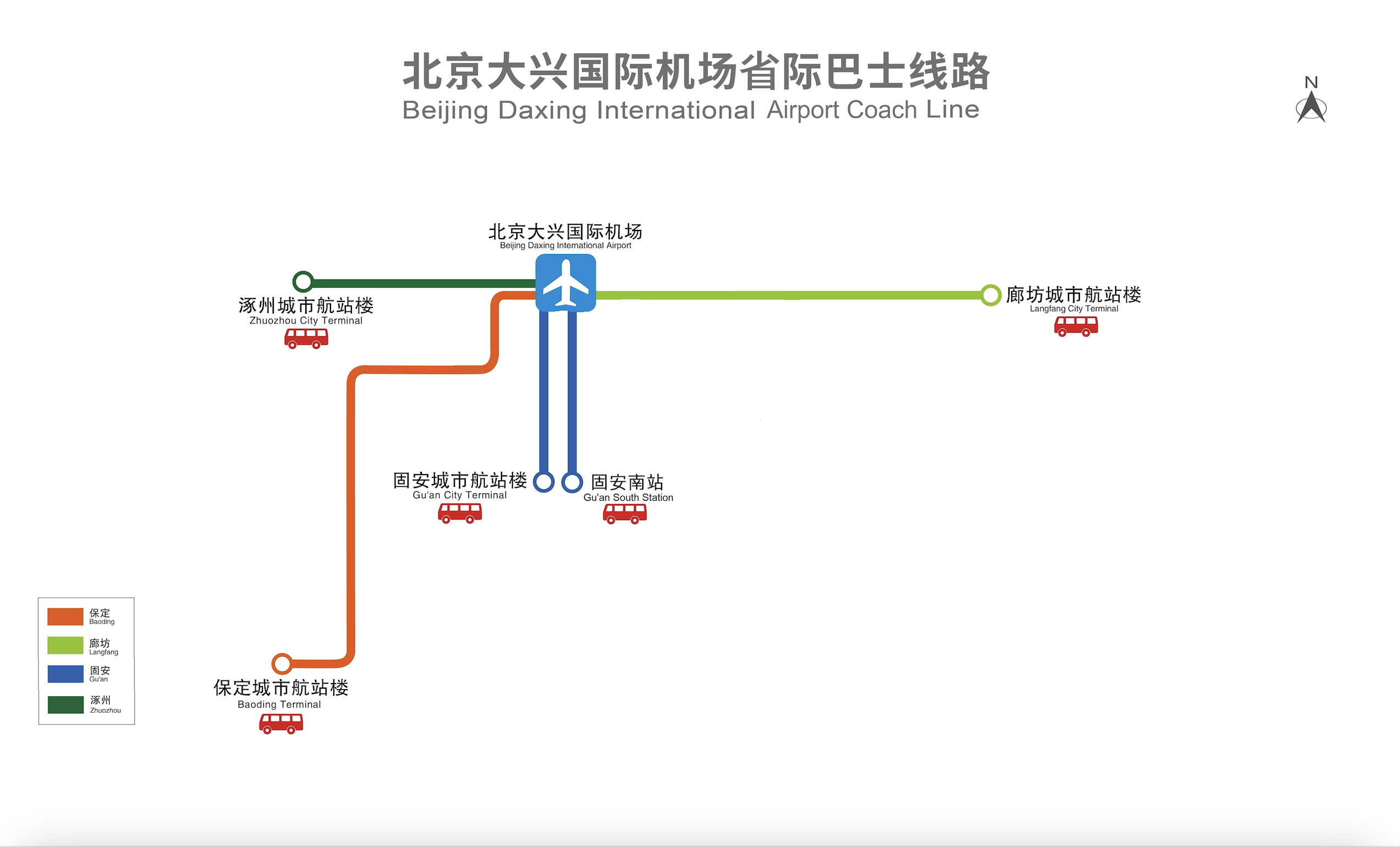
大兴机场巴士省际线路

大兴国际机场截止目前已开通市内巴士11条以及省际巴士7条。

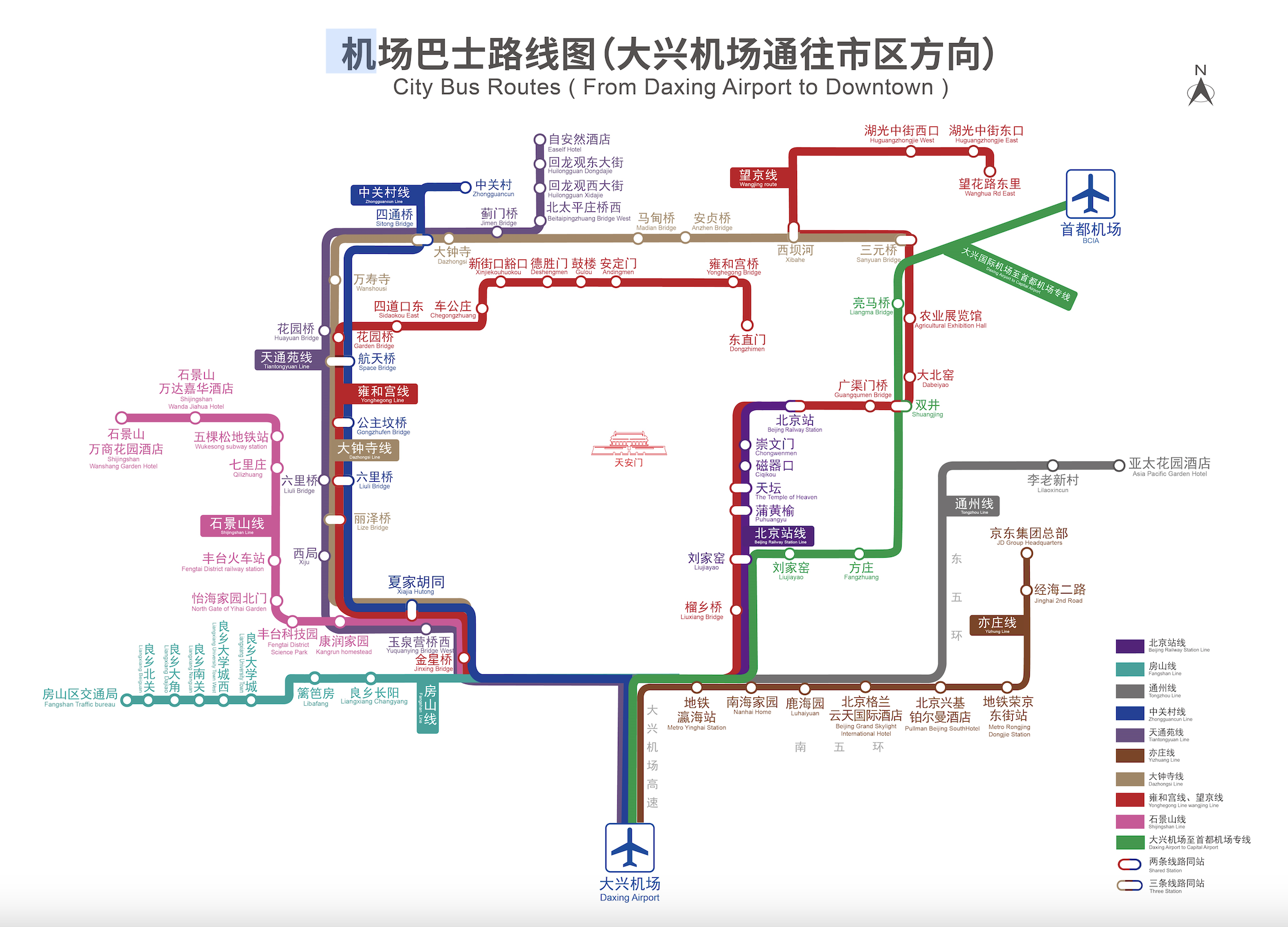
大兴机场巴士市内线路

| 线路                         | 站点 | 发车间隔                         | 单程票价 |
| ---------------------------- | --- | -------------------------------- | -------- |
| 北京站线                     | 北京站→蒲黄榆→刘家窑桥南→大兴机场 | 30分钟（高峰） 60分钟（平峰）    | 40元     |
| 通州线                       | 亚太花园酒店→李老新村→大兴机场 | 30分钟（高峰） 60分钟（平峰）    | 45元     |
| 中关村线                     | 保福寺桥西→四通桥西→航天桥南→公主坟北→公主坟南→六里桥南→夏家胡同→大兴机场                                                             | 机场方向每日7班，市区方向每日6班 | 45元     |
| 首都机场线                   | 首都机场→亮马桥→双井桥南→方庄桥东→刘家窑桥南→大兴机场                                                                                 | 每日3对                          | 55元     |
| 房山线                       | 房山交通局→良乡北关→良乡大角→良乡南关（东）→良乡大学城西→良乡大学城→篱笆房→地铁长阳站→大兴机场                                        | 60分钟                           | 45元     |
| 天通苑线                     | 自安然酒店→地铁回龙观东大街站→清河火车站西广场→地铁马连洼站→大兴机场                                                                  | 每日6对                          | 60元     |
| 亦庄线                       | 京东集团总部→荣昌东街→亦庄同仁医院→鹿海园→亦庄天街→地铁瀛海站→大兴机场                                                                | 60分钟                           | 40元     |
| 夜航1线（中关村/丰台站）     | 大兴机场→兆丰桥→大兴桥北→清源路东口→高米店→花乡桥西→北京丰台站→金沟河桥南→营慧寺→东冉村→中关村西→中关村                               | 最长60分钟                       | 55元     |
| 夜航2线（德胜门/北京西站）   | 大兴机场→地铁草桥站→嘉园二里东门→北京南站→达官营→湾子→北京西站南广场→复兴门南→北京儿童医院→阜成门北→西直门南→玉桃园→新街口豁口→德胜门 | 最长60分钟                       | 50元     |
| 夜航3线（农业展览馆/北京站） | 大兴机场→集贤桥→榴乡路南站→刘家窑桥北→蒲黄榆→天坛→磁器口→崇文门→北京站→广渠门→双井桥北→大北窑南→农业展览馆                            | 最长60分钟                       | 45元     |
| 夜航4线（通州）              | 大兴机场→地铁亦庄桥站→地铁亦庄文化园站→大郊亭桥东→朝阳半壁店→郭家场桥→李老新村→亚太花园酒店                                           | 60分钟                           | 40元     |

| 发车方向           | 站点                                   | 票价  |
| ------------------ | -------------------------------------- | ----- |
| 保定线             | 保定城市航站楼→大兴机场                | 70元  |
| 天津线             | 天津通莎客运站→天津西站汽车站→大兴机场 | 75元  |
| 廊坊线             | 廊坊客运总站→大兴机场                  | 35元  |
| 唐山线             | 唐山汽车客运西站→大兴机场              | 120元 |
| 沧州线             | 沧州汽车客运西站→大兴机场              | 85元  |
| 固安城市航站楼班线 | 固安城市航站楼→大兴机场                | 20元  |
| 张家口线           | 张家口汽车南站→大兴机场                | 120元 |

## 航空公司进驻
2019年1月3日，国家民航局印发《北京大兴国际机场转场投运及“一市两场”航班时刻资源配置方案》和《北京“一市两场”转场投运期资源协调方案》，其中明确中国联合航空由于南苑机场关闭的原因将立刻完成转场，东航、南航、河北航空也会率先投入新机场运行；其他航空公司将在2019年冬春航季至2021年冬春航季之间5个航季内完成转场。具体而言，南航、东航集团相关航空公司以及首都航、中联航转场至北京大兴国际机场；中航集团相关航空公司、海航、大新华航等公司保留在首都机场运营；中国邮政航空可两场运行；其他国内航空公司可选择任一机场运行，但不得两场运行；外国航空公司可自行选择运行机场，包括两场运行。《方案》还推出市场化措施鼓励各航空公司转场投运北京大兴国际机场。
2019年4月22日，美国驻华大使布兰斯塔德在率领美国企业参观大兴机场后，透露美国航空公司和达美航空将投入新机场运营。
6月14日，中国国际航空公布其2019/20年冬春航季首批在大兴机场起降的国内航线。
2019年7月10日，英国航空在其官方微博账号上宣布英航所有直飞北京的航班将在当年10月由首都机场转移至大兴机场。
2019年4月，中国民用航空局同意中国东方航空将原先在大兴机场40%的时刻占比降至30%以换取东航京沪快线继续在北京首都国际机场运营，同时中国国际航空将拿到出让的10%时刻占比，这意味着国航也将在大兴机场运营后进驻。
目前因受2019冠状病毒病疫情的影响， 新开及转场航线皆有推迟。
| 航空公司/航空联盟                                                                       | 意向         | 现况                                                     | 备注 |
| --------------------------------------------------------------------------------------- | ------------ | -------------------------------------------------------- | --- |
| 中国联合航空                                                                            | 移驻大兴机场 | 在京航班已全部进驻                                       | 中国联合航空由于南苑机场停用进驻大兴国际机场；当中，所有主题涂装飞机已于启用前一晚抵达，而其他一般涂装飞机亦于启用日晚上11时23分完成转场。 |
| 河北航空                                                                                | 移驻大兴机场 | 在京航班已全部进驻                                       | 服务柜檯于首日起入驻，同日下午4时20分首次执飞（大兴-福州），到10月27日有正式航班 河北航空已公布转场的16条航线。                            |
| 吉祥航空、首都航空、春秋航空                                                            | 移驻大兴机场 | 在京航班已全部进驻                                       | 于2019年10月27日转场。 |
| 南航集团 南方航空、汕头航空、珠海航空、贵州航空、南航河南、厦门航空、重庆航空、江西航空 | 移驻大兴机场 | 在京航班已全部进驻                                       | 在2019年新冬春航季，南航将有13条航线将转场至大兴机场。2020年10月25日，南航往返北京的航班全部在大兴机场运行。                               |
| 东航集团 上海航空、东航江苏、东航云南、东航武汉                                         | 移驻大兴机场 | 在京航班已全部进驻                                       | 在2019年冬春航季将在北京运行的10%的航班移至大兴机场。其中北京大兴-青岛-福冈航线将是东航10月27日的首飞航线，也是大兴机场的首班国际航班。    |
| 东海航空                                                                                | 移驻大兴机场 | 在京航班已全部进驻                                       | |
| 中国国际航空                                                                            | 双场运营     | 部分航线进驻大兴机场                                     | 国航已在大兴机场开通了包括上海、成都、杭州、广州、深圳、重庆、昆明、沈阳、银川、南宁等国内主要城市的航线。                                 |
| 中国东方航空                                                                            | 双场运营     | 除首都机场至上海虹桥航线，其余在京航班已全部进驻大兴机场 | 东航仅在首都机场保留部分北京首都-上海虹桥的航班，其余航班（包含北京大兴-上海虹桥、浦东）均已转至大兴机场运行。                             |
| 顺丰航空                                                                                | 双场运营     | 2020年6月11日进驻大兴机场                                | 顺丰航空成为国内首家通航北京大兴国际机场的货运航空公司                                                                                     |
| 中国邮政航空                                                                            | 双场运营     |                                                          | 中国邮政航空获准两场运行 |
| 中航集团 中国国际货运航空、深圳航空、山东航空、昆明航空、国航内蒙、大连航空             | 留在首都机场 |                                                          | |
| 海航集团 海南航空、天津航空、祥鹏航空等                                                 | 留在首都机场 |                                                          | |

| 公司名称       | 状态             |
| -------------- | ---------------- |
| 英国航空       | 仅在大兴机场运营 |
| 达美航空       | 仅在大兴机场运营 |
| 马来西亚航空   | 仅在大兴机场运营 |
| 全亚洲航空     | 仅在大兴机场运营 |
| 文莱皇家航空   | 仅在大兴机场运营 |
| 摩洛哥皇家航空 | 仅在大兴机场运营 |
| 芬兰航空       | 仅在大兴机场运营 |
| 艾菲航空       | 仅在大兴机场运营 |
| 美國航空       | 仅在大兴机场运营 |
| 喜马拉雅航空   | 仅在大兴机场运营 |
| 阿提哈德航空   | 仅在大兴机场运营 |
| 卡塔尔航空     | 仅在大兴机场运营 |
| 俄罗斯航空     | 仅在大兴机场运营 |
| 西伯利亚航空   | 仅在大兴机场运营 |
| LOT波兰航空    | 双场运营         |
| 瑞士國際航空   | 双场运营         |
| 香港航空       | 双场运营         |
| 澳門航空       | 双场运营         |
| 新加坡航空     | 双场运营         |

## 数据
2019年，自9月底通航至12月31日北京大兴国际机场共完成旅客量吞吐量313.5074万人次，排名全国第53位；货邮吞吐量7362.3吨，排名全国第70位；飞机起降21048架次，排名全国第88位  。
2020年运营仅1年的大兴国际机场旅客吞吐量2020全球排名49名，超过了纽约纽瓦克国际机场。9月22日，北京大兴国际机场年旅客吞吐量首次突破1000万人次；2019年9月25日至2020年9月21日，北京大兴国际机场累计完成航班起降8.4万架次，客流总量突破1000万人次，货邮吞吐量约3.9万吨 。
2021年截至5月18日，北京大兴国际机场2021年旅客吞吐量突破1000万人次，较2020年旅客吞吐量破千万人次大关提前了127天。截止9月27日，北京大兴国际机场2021年旅客吞吐量突破2000万人次。截止2021年12月31日，2021年旅客吞吐量突破2500万人次，全年保障航班约21万架次。2021年，大兴机场单日最高航班量达907架次，单日最高旅客量突破14万人次，全年累计运营国内航线200条、联通全国157个航点。
2022年北京大兴机场完成旅客吞吐量1027萬人次，相比2021年同期减少了1477萬次，同比下降59%，2022年北京大兴机场旅客吞吐量增速位列全国第16名，与2021年增速排名相比下降了5名。
2023年，北京大兴机场旅客吞吐量为3941万人次，北京两场完成旅客吞吐量9228万人次，恢复至2019年的89.5%；首都机场保障旅客5287万人次，大兴机场保障旅客3941万人次。
请参阅源Wikidata查询.

## 未来发展
根据远期规划，北京大兴国际机场将设有7条跑道（包含一期工程现有的4条），并在现有航站楼对面增建一座卫星厅以及一座南航站楼连道路终端，满足年旅客吞吐量1亿人次、飞机起降量88万架次、货邮吞吐量400万吨的需求。

## 意外事件
- 2023年北京暴雨期间，网传大兴国际机场因大水瘫痪，停机坪宛如汪洋，《潇湘晨报》致电工作人员，人员表示航班恢复正常起飞，虽也有航班因天气原因延误，不过并未接收到整个机场被淹的通知，推测影片是在七月底时拍摄。 [94]